# Militärflugplatz Ramon

i7
i11
i13

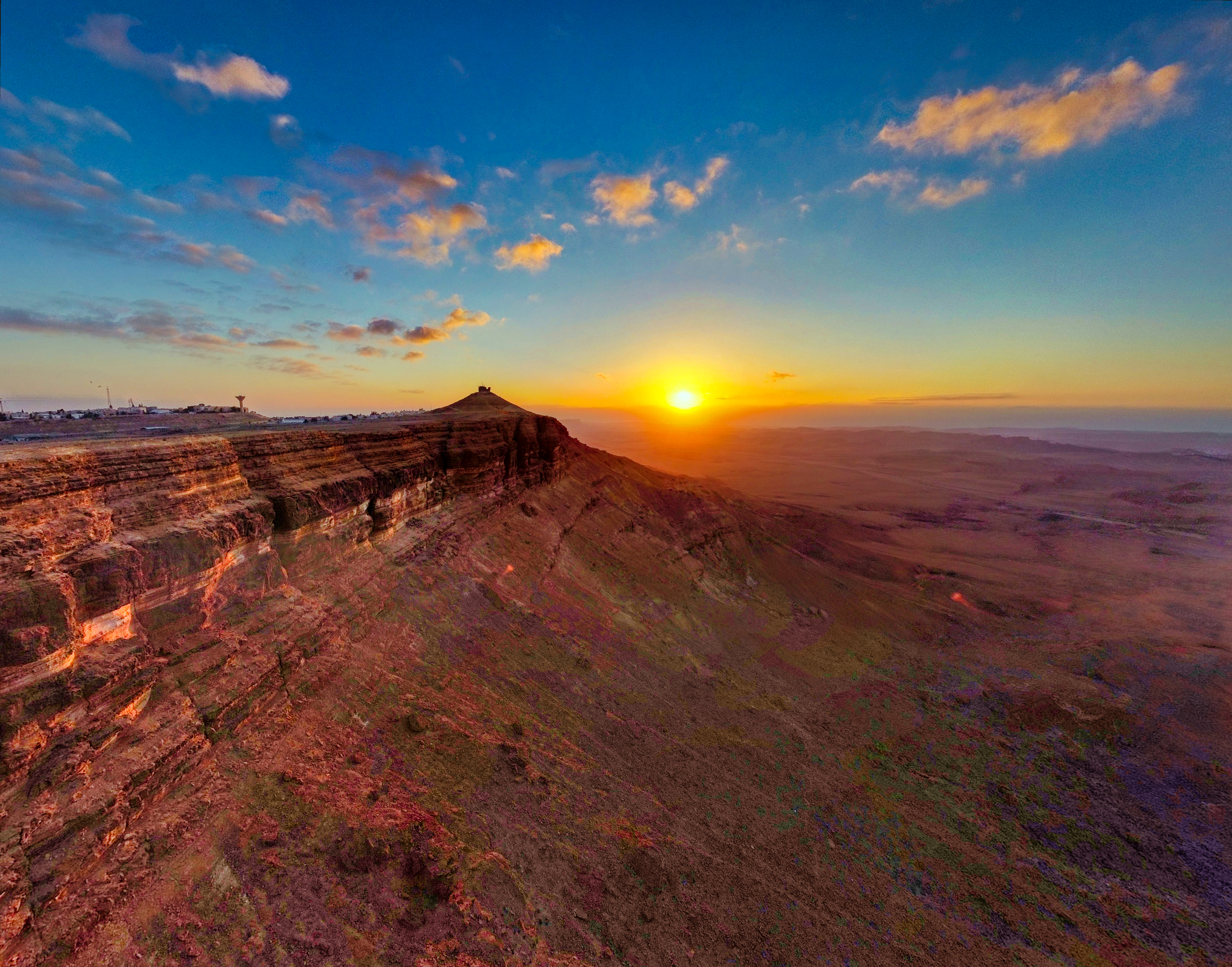
Der Ort Mitzpe Ramon (links) und der große Erosionskrater Machtesch Ramon südlich der Airbase

Der Militärflugplatz Ramon (hebräisch בסיס רמון, ICAO-Code: LLRM) ist ein Stützpunkt der Israelischen Luftwaffe (IAF). Er befindet sich im Südbezirk Israels im Herzen der Negev-Wüste, nordwestlich des Ortes Mitzpe Ramon, etwa 17 Kilometer von der ägyptischen Grenze entfernt. Auf ihm sind mehrere Staffeln Kampfjets und Kampfhubschrauber stationiert, und er besitzt zwei Start- und Landebahnen von 2.700 und 3.010 Meter Länge. Südlich des Ortes Mitzpe Ramon beginnt der Machtesch Ramon, ein mächtiger Erosionskrater, von dem der Ort und der Flugplatz ihren Namen haben. Die Basis wird oft auch als Negev Airbase bezeichnet.

## Geschichte

### Camp-David-Abkommen
Der Militärflugplatz Ramon wurde zwischen 1979 und 1982 zusammen mit den Flugplätzen Nevatim und Ovda hauptsächlich von US-Firmen im Süden Israels errichtet – als Ersatz für die nach dem Camp-David-Abkommen im September 1978 aufgegebenen vier israelischen Basen auf der Sinai-Halbinsel (siehe auch die Karte unterhalb).
Aufgegebene Flugplätze der Israelischen Luftwaffe (IAF) auf der Sinai-Halbinsel:
- Eitam Airbase (heute: Flughafen El Gora)[4]
- Etzion Airbase (heute: Flughafen Taba)[5]
- Ofira Airbase (heute: Flughafen Scharm asch-Schaich)[6]
- Refidim Airbase (heute: Flughafen Bardawil in El Hassana)[7]

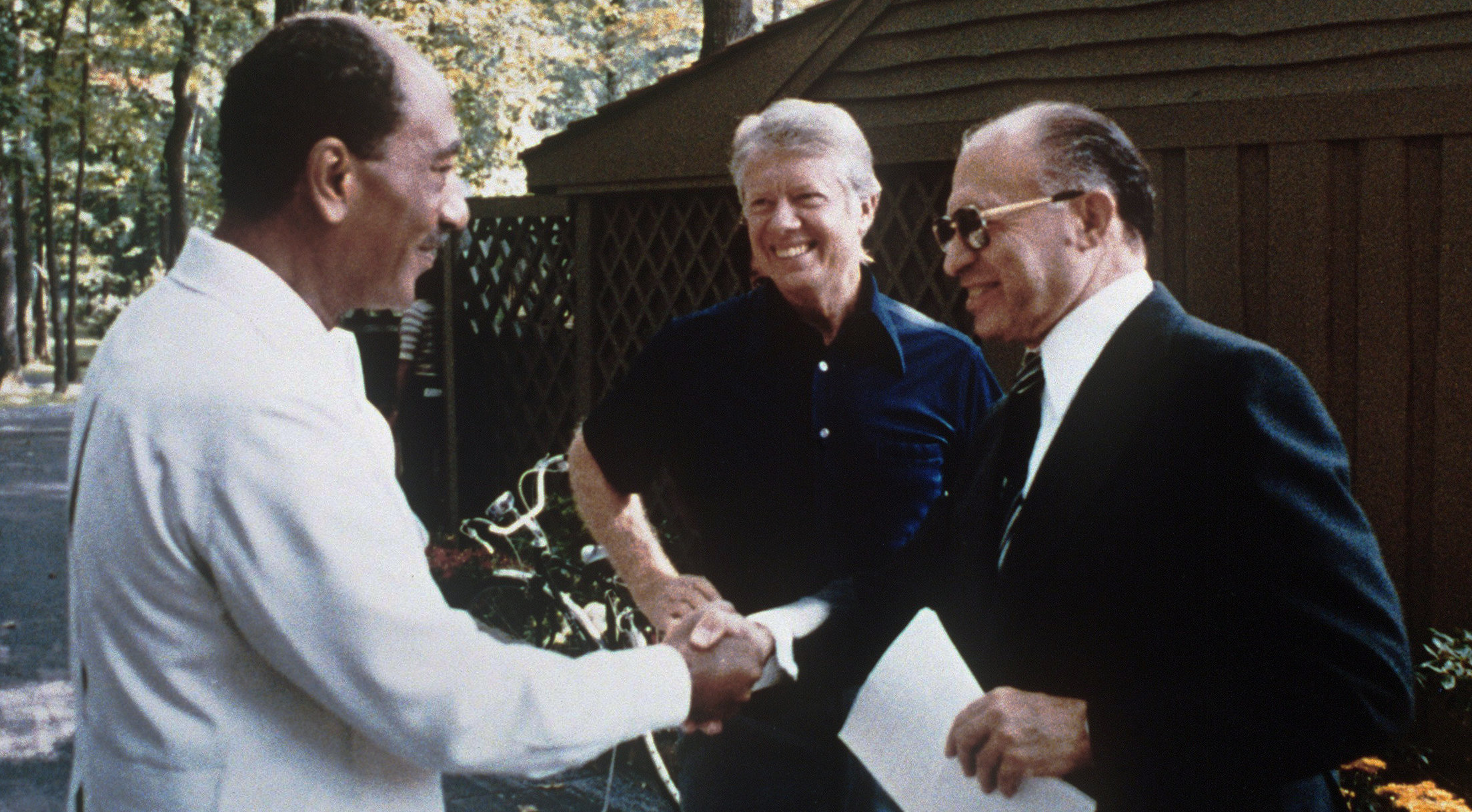
Die Präsidenten Anwar as-Sadat, Jimmy Carter und Ministerpräsident Menachem Begin (von links) in Camp David (USA) im September 1978
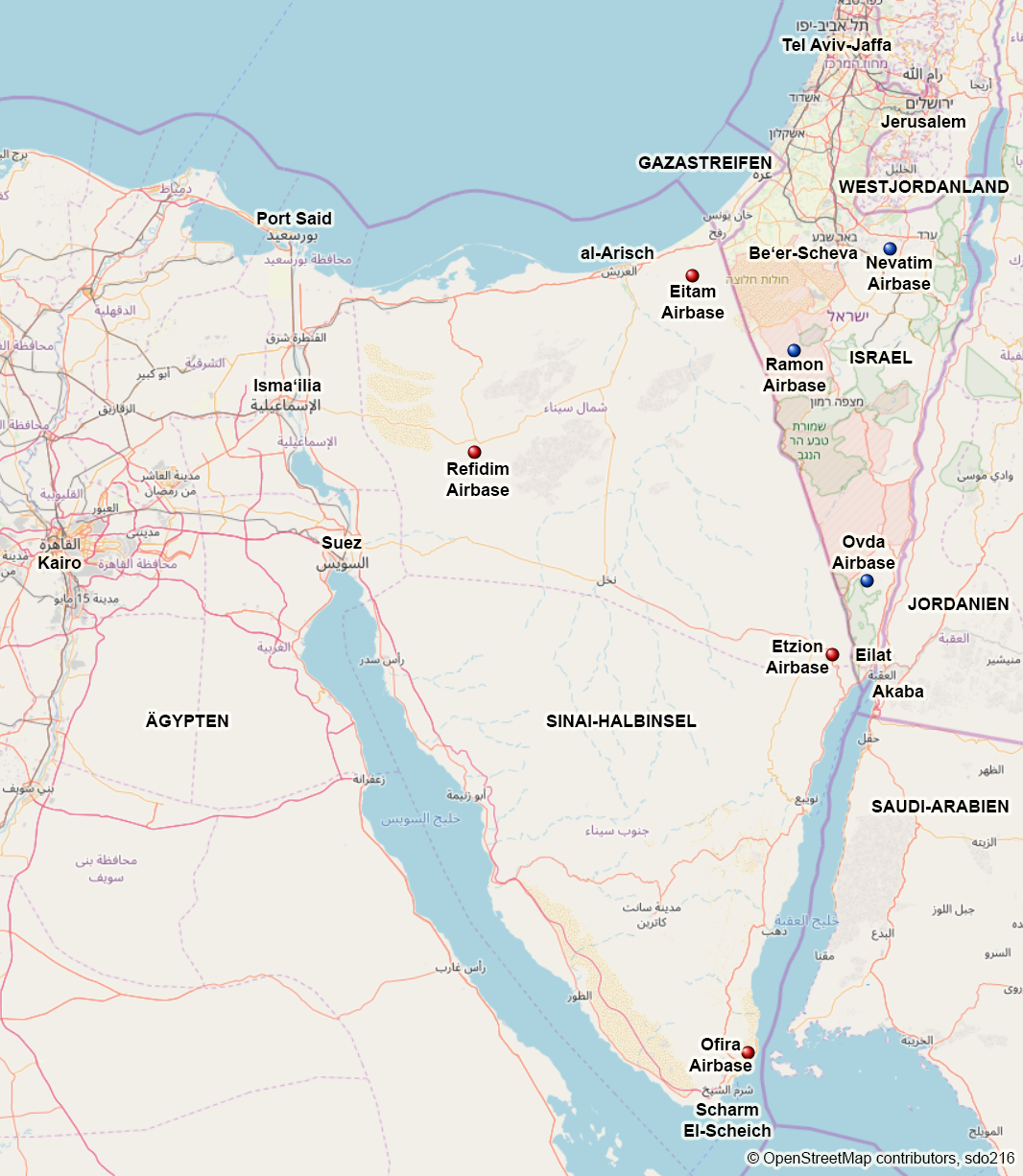
Auf der Sinai-Halbinsel aufgegebene Basen der Israelischen Luftwaffe (rot) und im Süden Israels neu errichtete Stützpunkte (blau)

Auf dem Gelände der Ramon Airbase befanden sich sowohl Fundstätten aus der Eisenzeit als auch ein ehemaliger Schießplatz der Armee, was beides genauere Untersuchungen vor dem Baubeginn erforderte, einerseits wegen der archäologischen Artefakte als auch wegen Blindgängern. Die Flugplätze Ramon und Ovda sind sich in ihrem Aufbau und ihrer Bauweise sehr ähnlich.

### Kampfjets
Noch vor seiner Fertigstellung 1982 übernahm Ramon einen Teil der auf den ehemaligen vier Sinai-Basen stationierten Flugzeuge, zum einen A-4H/N Skyhawk Ayit leichte Kampfbomber und zum anderen F-16A/B Netz Kampfjets:

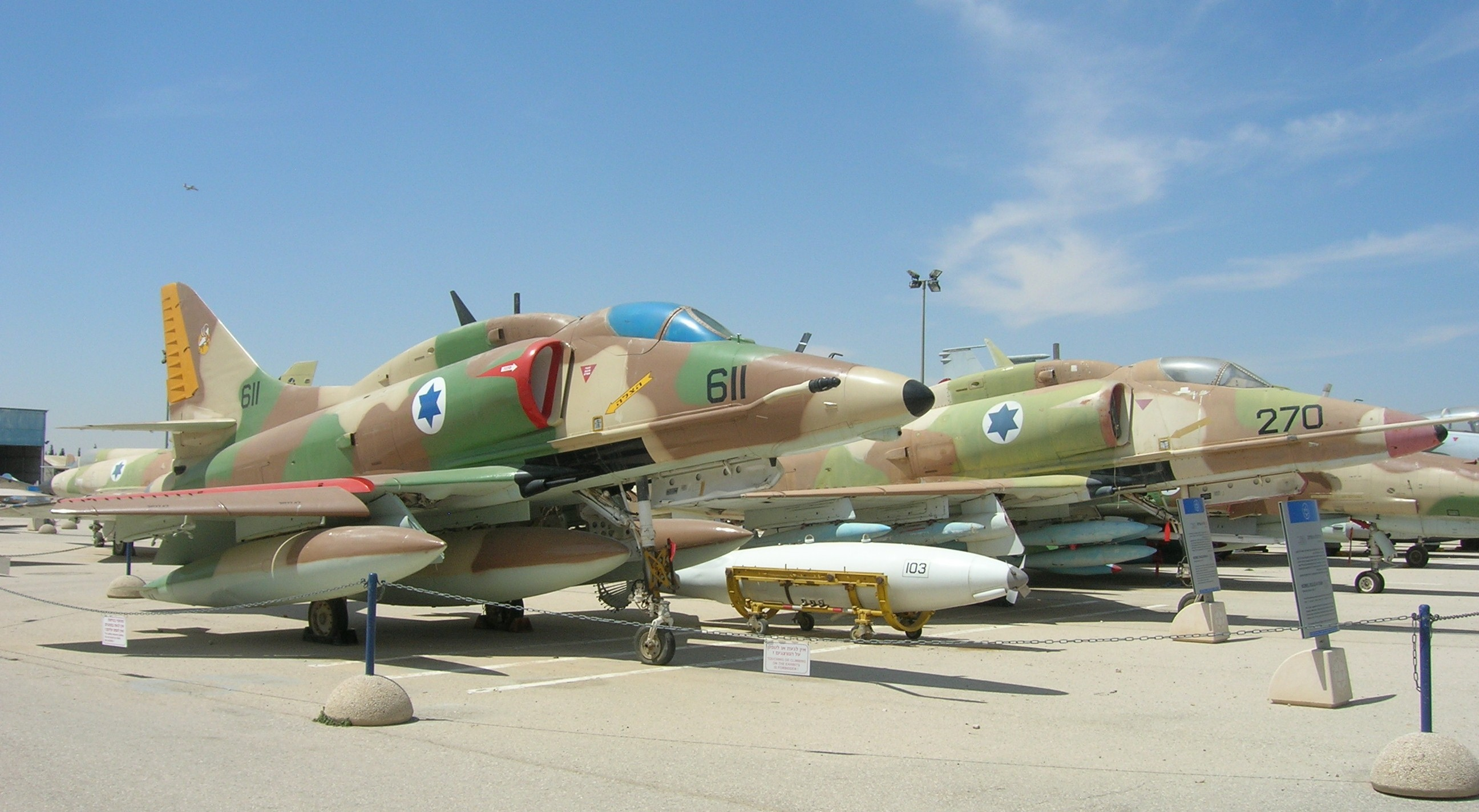
Zwei A-4 Skyhawk Ayit, A-4N und A-4H (von links) – ab 1982 war die 140. Staffel „Golden Eagle“ mit A-4N-Jets auch auf Ramon stationiert gewesen
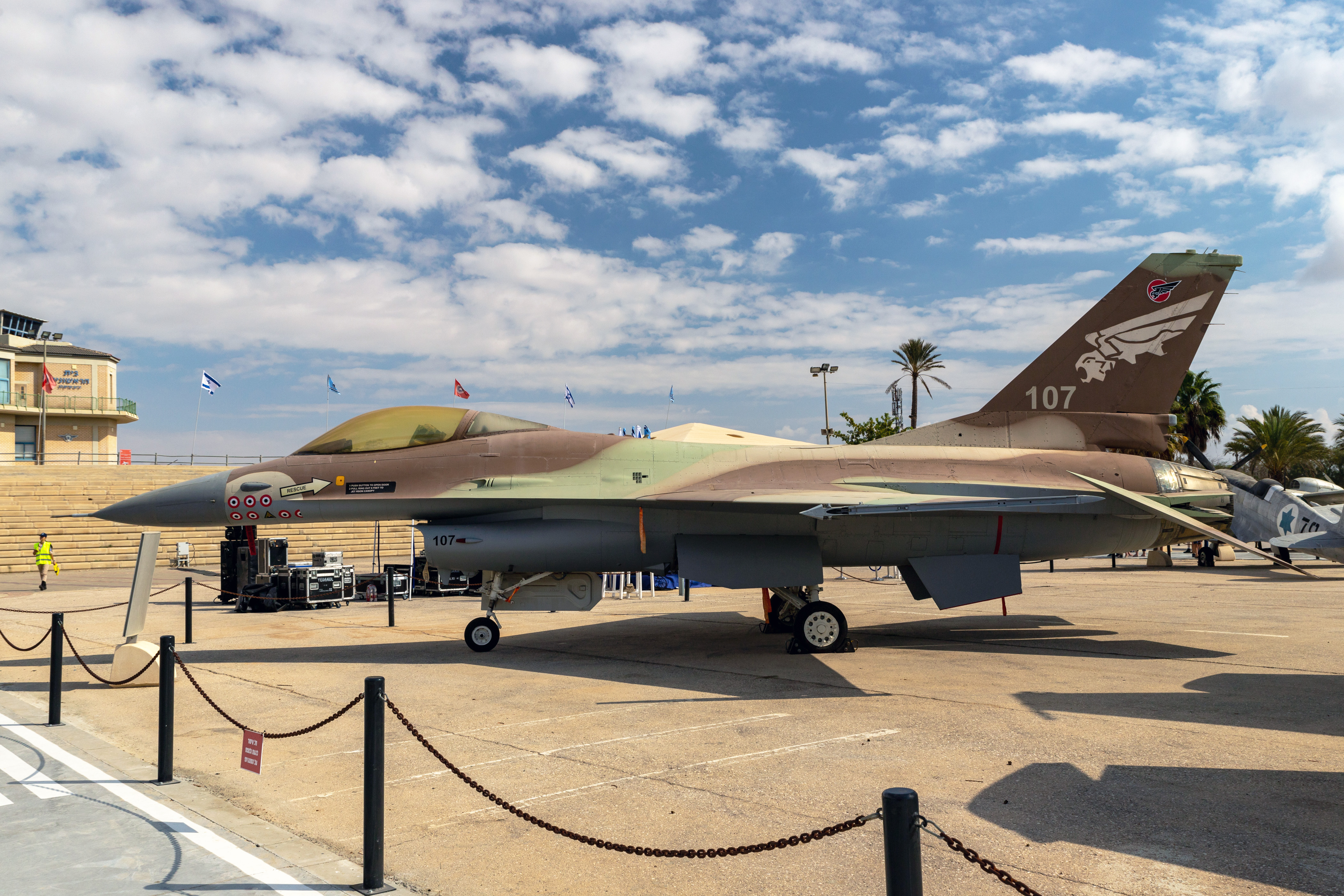
Ein F-16A Netz Jet der 116. Staffel „Defenders Of The South“, wie sie vorher in der 253. Staffel „Negev“ auf Ramon stationiert gewesen waren

Der Militärflugplatz bot von Anfang an Raum für drei Staffeln von Kampfflugzeugen à 25 Maschinen, die zurzeit auch dort beheimatet sind:

#### 119. Staffel „Bat“
Die 119. Staffel „Bat“ wurde 1956 auf dem Militärflugplatz Ramat David ins Leben gerufen und 1957 nach Tel Nof verlegt. Sie war primär für nächtliche Einsätze vorgesehen (daher der Name „Bat“ für Fledermaus) und flog zunächst die britische Gloster Meteor NF.13 (Night Fighter) sowie die französische Sud SO-4050 Vautour. In den 1960ern folgte die Dassault Mirage IIICJ Shahak und in den 1970ern die US-amerikanische F-4E Phantom II Kurnass bzw. ab 1989 die in Zusammenarbeit mit israelischen Firmen weiter entwickelte Kurnass 2000.
2004 wurden alle F-4Es stillgelegt und die Staffel auf dem Militärflugplatz Tel Nof geschlossen. Im Januar 2005 wurde die „Bat“-Staffel dann auf dem Militärflugplatz Ramon wiedereröffnet und erhielt den neuen, an israelische Bedürfnisse angepassten F-16I Sufa Jet, der auf der zweisitzigen Variante F-16D (Block 50/52 Plus) der USAF basiert.
Die 119. Staffel „Bat“ gilt seit ihrer Gründung als eine der Elite-Staffeln der Israelischen Luftwaffe, die jeweils mit den neuesten und schlagkräftigsten Kampfflugzeugen ihrer Zeit ausgestattet wird, wie jetzt mit der F-16I Sufa.

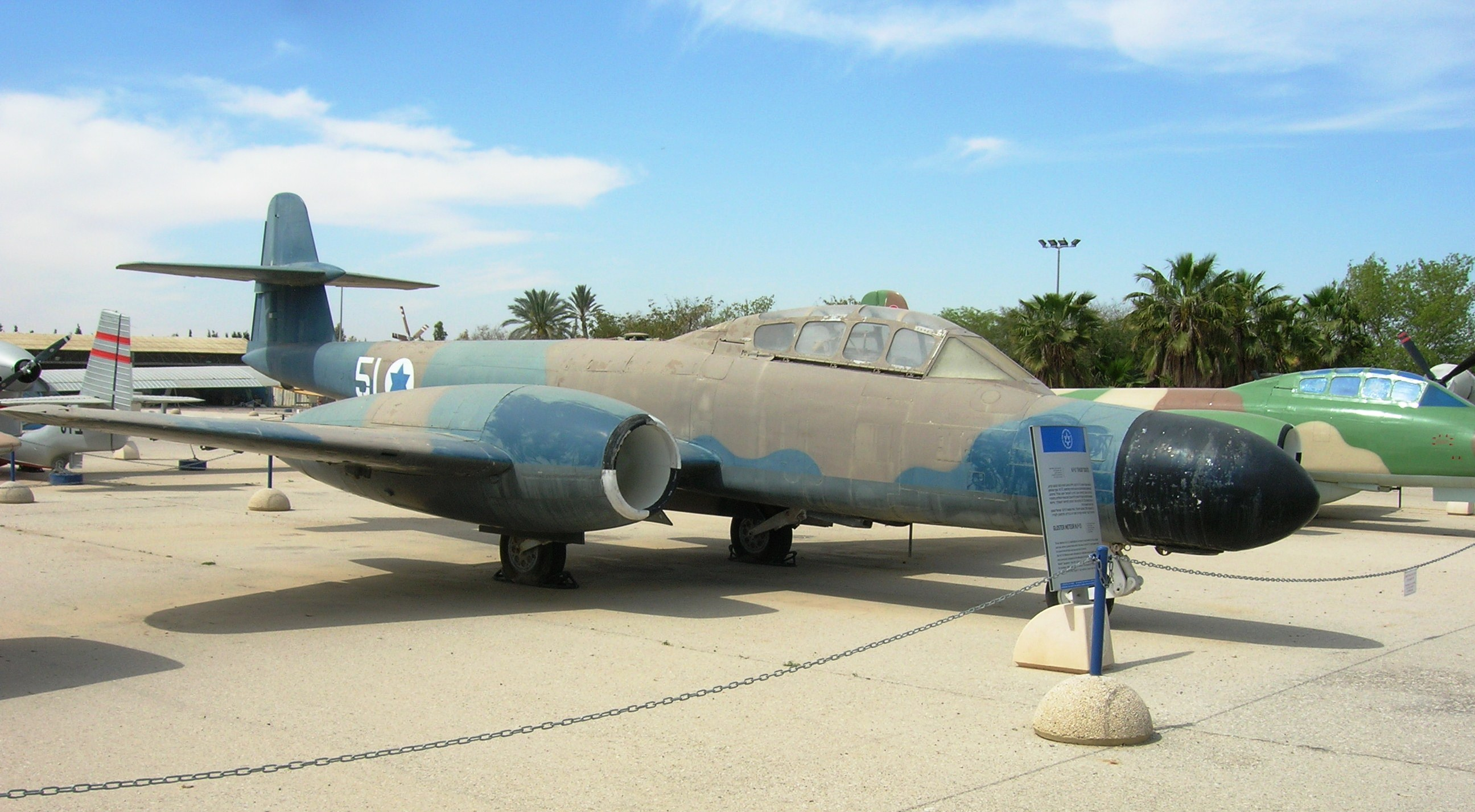
Eine Gloster Meteor NF.13 der 119. Staffel „Bat“ für Nachteinsätze aus den 1950er Jahren im IAF-Museum beim Militärflugplatz Chazerim
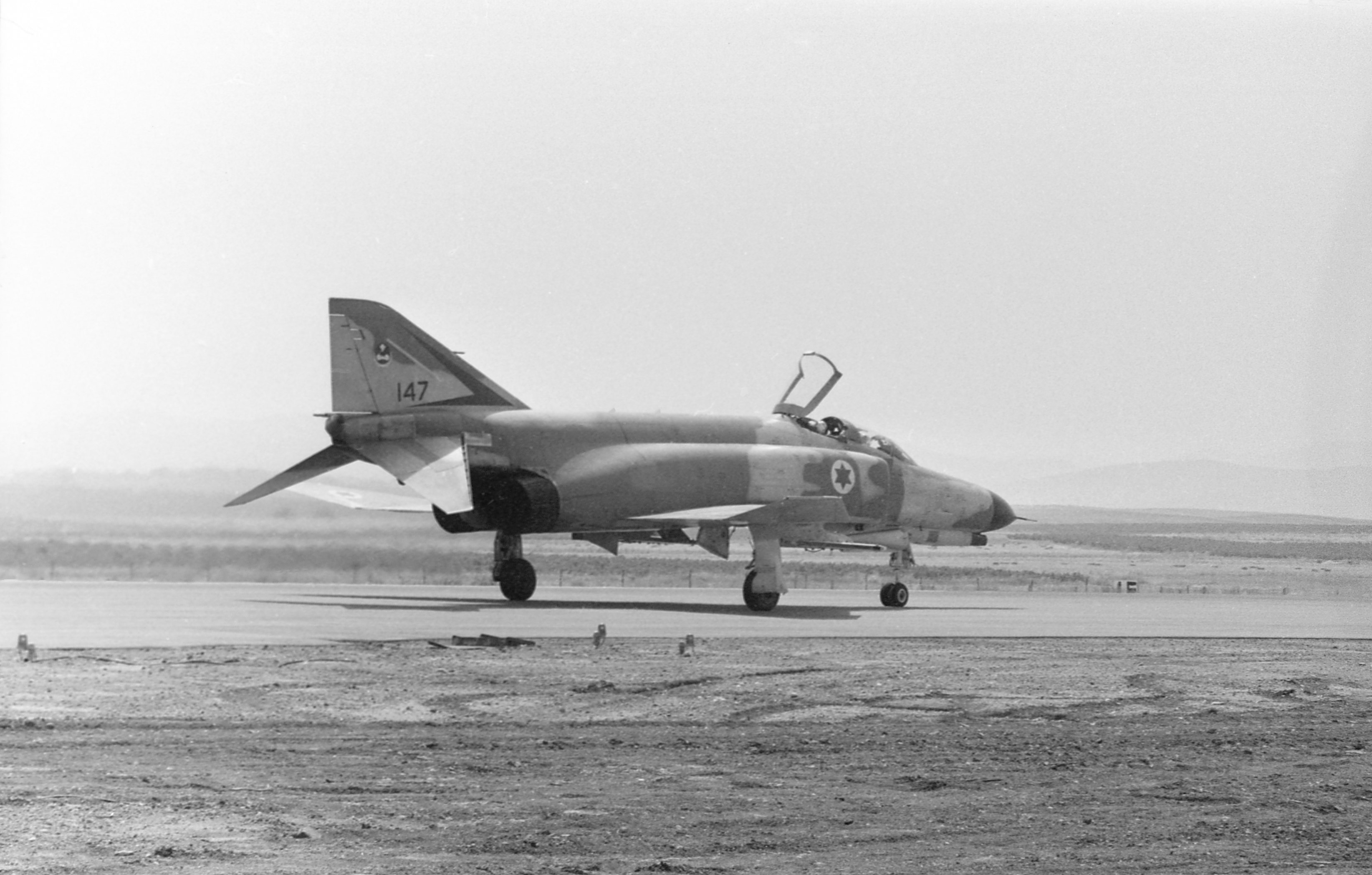
Eine RF-4E Phantom II „Orev“ (zur Aufklärung) der 119. Staffel „Bat“ kurz nach dem Jom-Kippur-Krieg auf dem Militärflugplatz Tel Nof im Jahr 1974
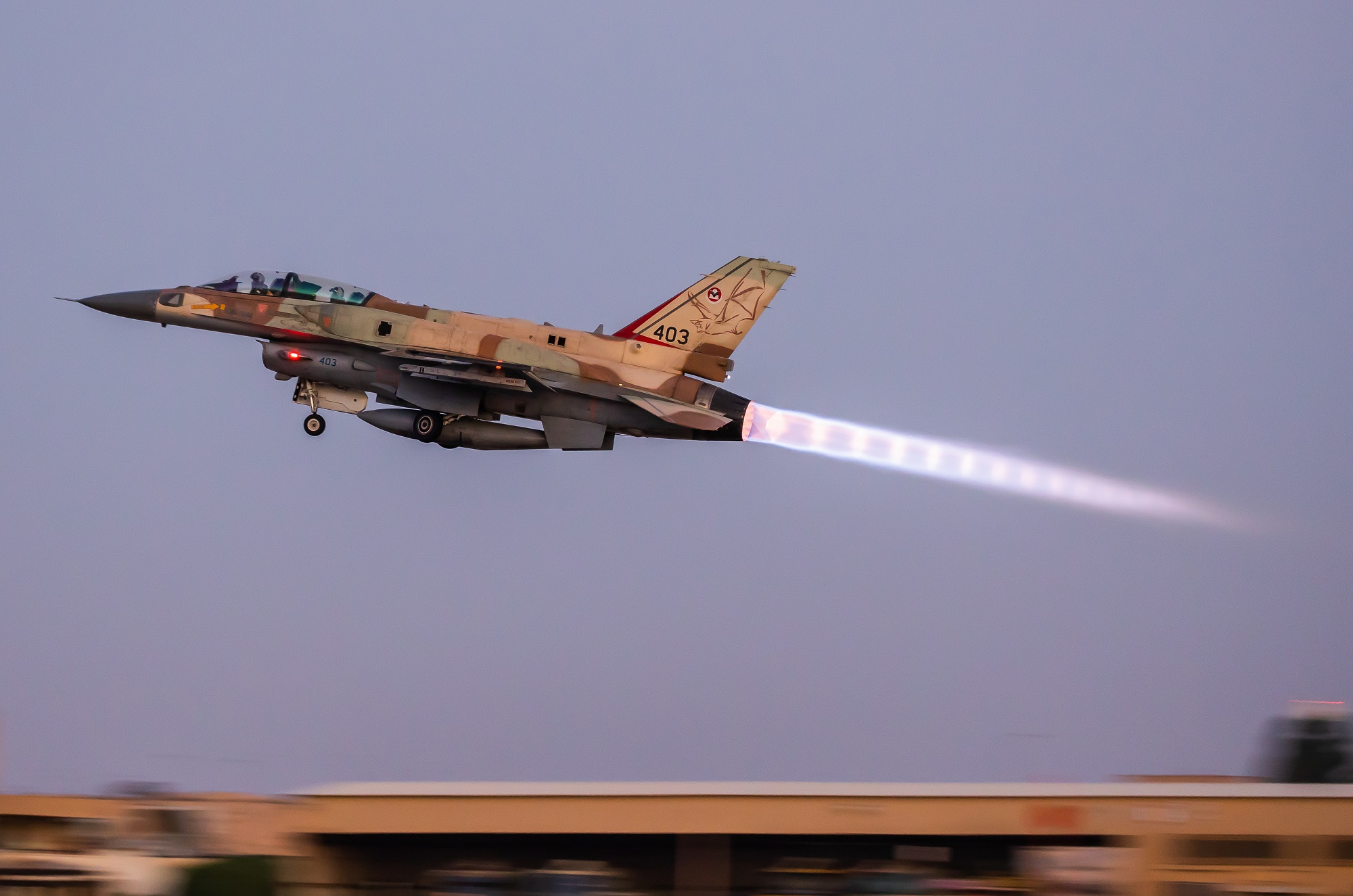
Eine F-16I Sufa der 119. Staffel „Bat“ startet mit vollem Nachbrenner bei einer internationalen Übung im November 2020
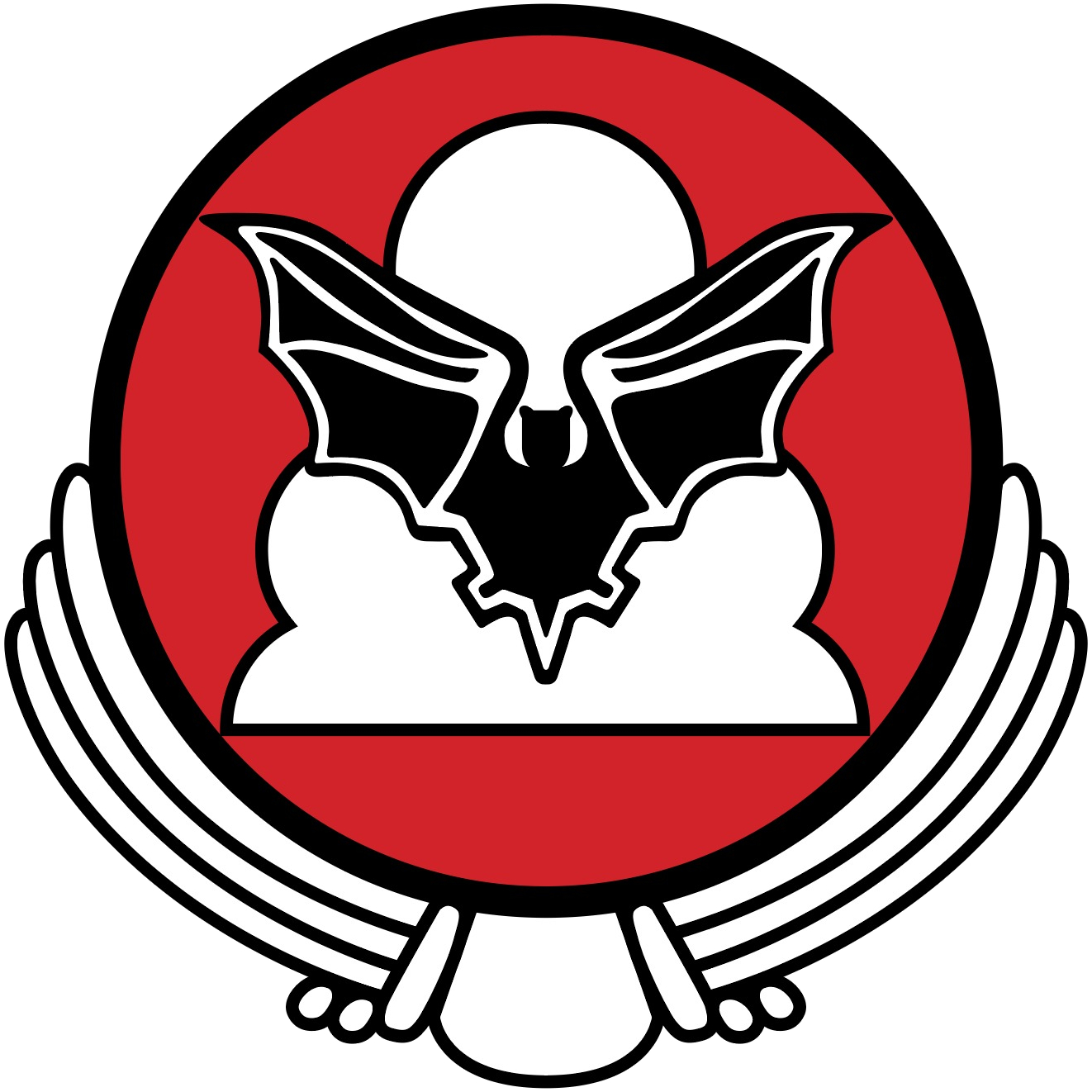
Aktuelles Emblem der 119. Staffel „Bat“

#### 201. Staffel „The One“
Die 201. Staffel „The One“ wurde 1956 während der Suezkrise auf dem Luftwaffenstützpunkt Lod (heute Flughafen Ben Gurion) aufgestellt und flog zunächst die französische Dassault Mystère IV. Im September 1969 – auf dem Höhepunkt des Abnutzungskrieges mit Ägypten – erhielt sie auf dem Militärflugplatz Chazor als erste israelische Staffel die US-amerikanische F-4E Phantom II Kurnass. 1988 zog die Staffel auf den Militärflugplatz Tel Nof um und erhielt ab 1989 die verbesserte Kurnass 2000.
Nachdem im Jahr 2004 alle F-4Es stillgelegt worden waren, wurde die Staffel auf Tel Nof vorübergehend geschlossen. Im Juli 2008 wurde die Staffel „The One“ dann auf dem Militärflugplatz Ramon wiedereröffnet und erhielt als vierte und letzte der IAF ihre F-16I Sufa Jets. Neben den drei Staffeln auf Ramon gibt es noch die 107. Staffel „Knights Of The Orange Tail“ auf dem Militärflugplatz Chazerim mit genau diesen Jets.

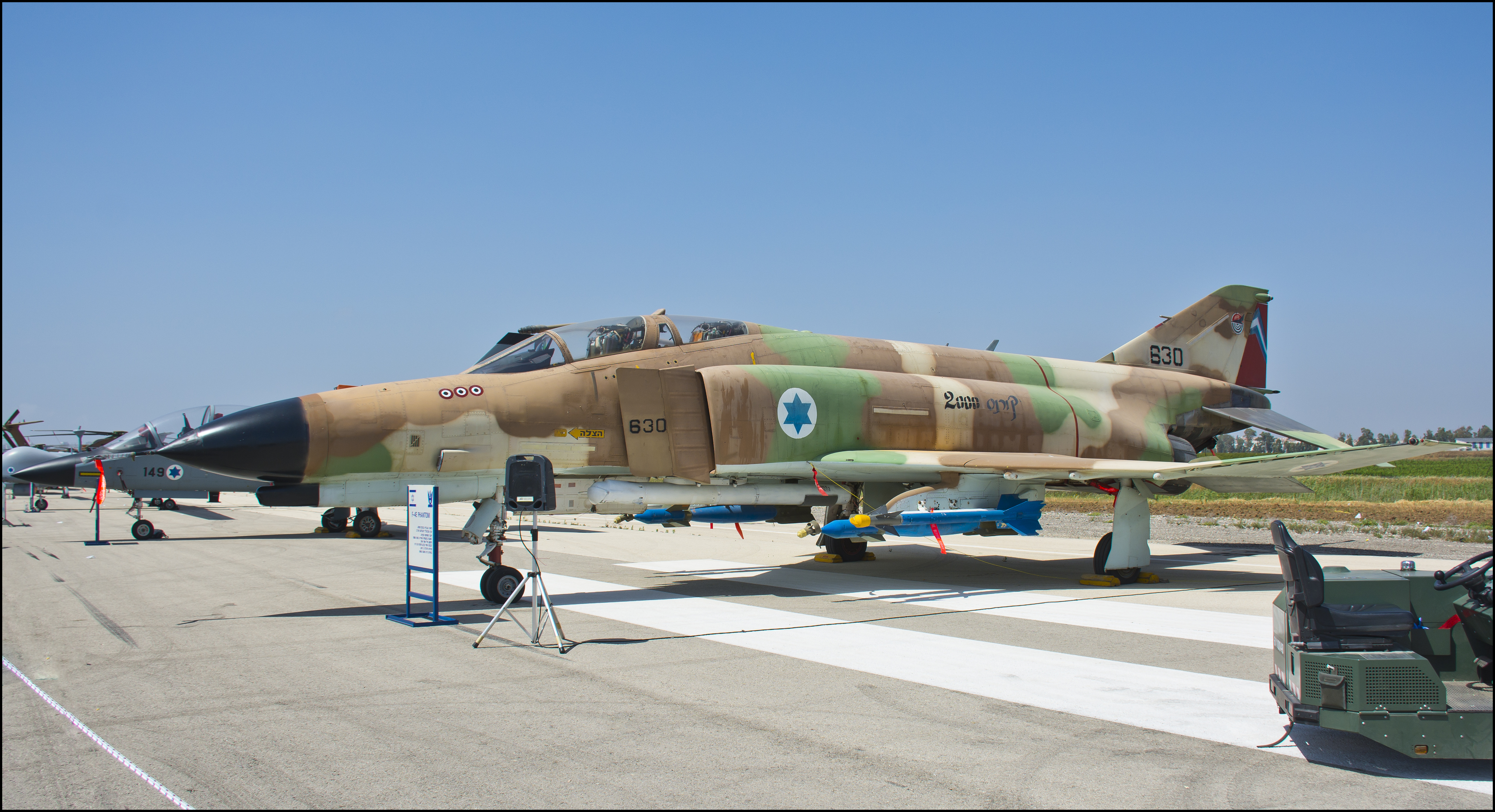
Eine stillgelegte F-4E Phantom II Kurnass 2000 der 201. Staffel „The One“ bei einer Ausstellung am Unabhängigkeitstag 2017
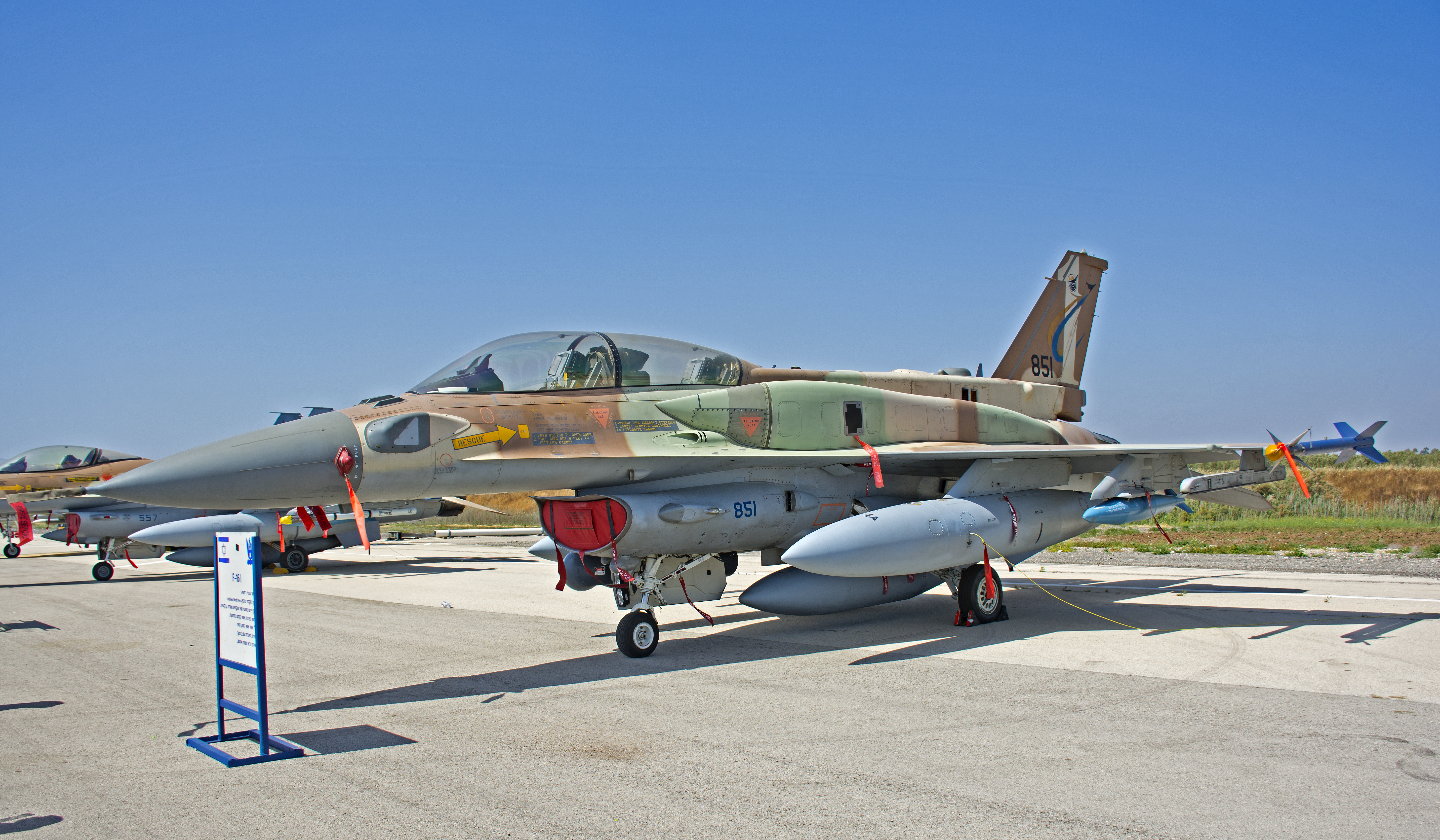
Eine F-16I Sufa der 201. Staffel „The One“ ebenfalls bei der Ausstellung am israelischen Unabhängigkeitstag im Frühjahr 2017
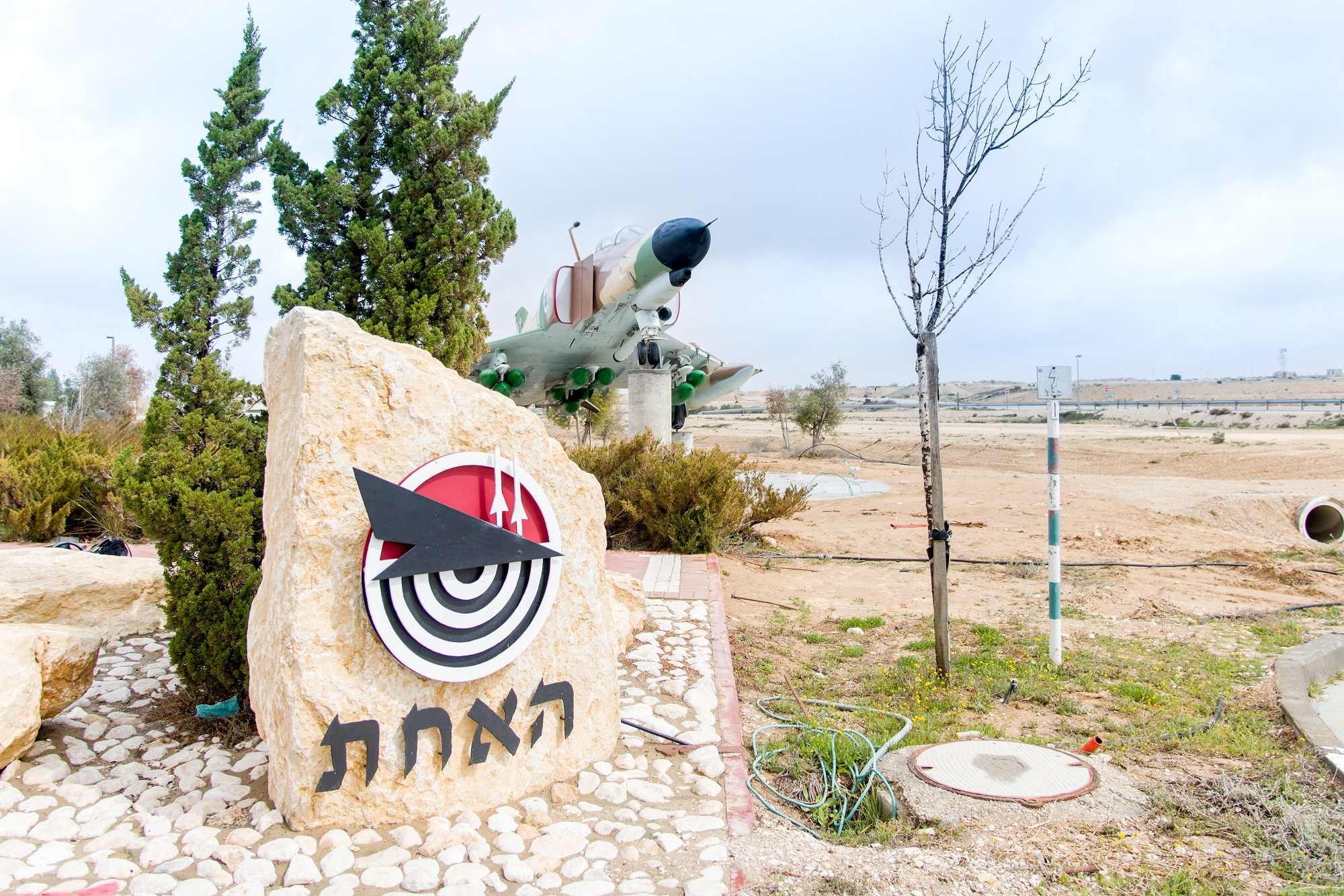
Gedenkstätte der 201. Staffel „The One“ mit einer restaurierten F-4E Phantom II Kurnass vor den Toren der Ramon Airbase
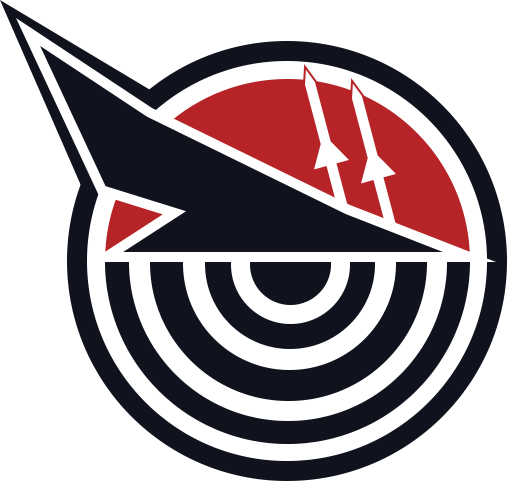
Aktuelles Emblem der 201. Staffel „The One“

#### 253. Staffel „Negev“
Die 253. Staffel „Negev“ wurde 1976 auf dem Militärflugplatz Chazor aufgestellt und anschließend auf die Eitam Airbase im nördlichen Sinai verlegt, der sich damals unter israelischer Kontrolle befand. Zu diesem Zeitpunkt flog sie die in Israel gebaute IAI Nesher und ab 1980 die von anderen Staffeln übernommene Dassault Mirage III Shahak. 1981 zog sie auf den neu errichteten Militärflugplatz Ramon um und erhielt bald darauf F-16A/B Netz Jets.
2003 wurde die Staffel auf Ramon vorübergehend aufgelöst und ihre verbliebenen F-16A/B-Jets an die 116. Staffel „Defenders Of The South“ auf dem Militärflugplatz Nevatim übergeben. Im Februar 2004 erhielt sie als erste von vier Staffeln der IAF die neue, an israelische Bedürfnisse angepasste F-16I Sufa, von denen an jede Staffel 25 Jets ausgeliefert wurden.

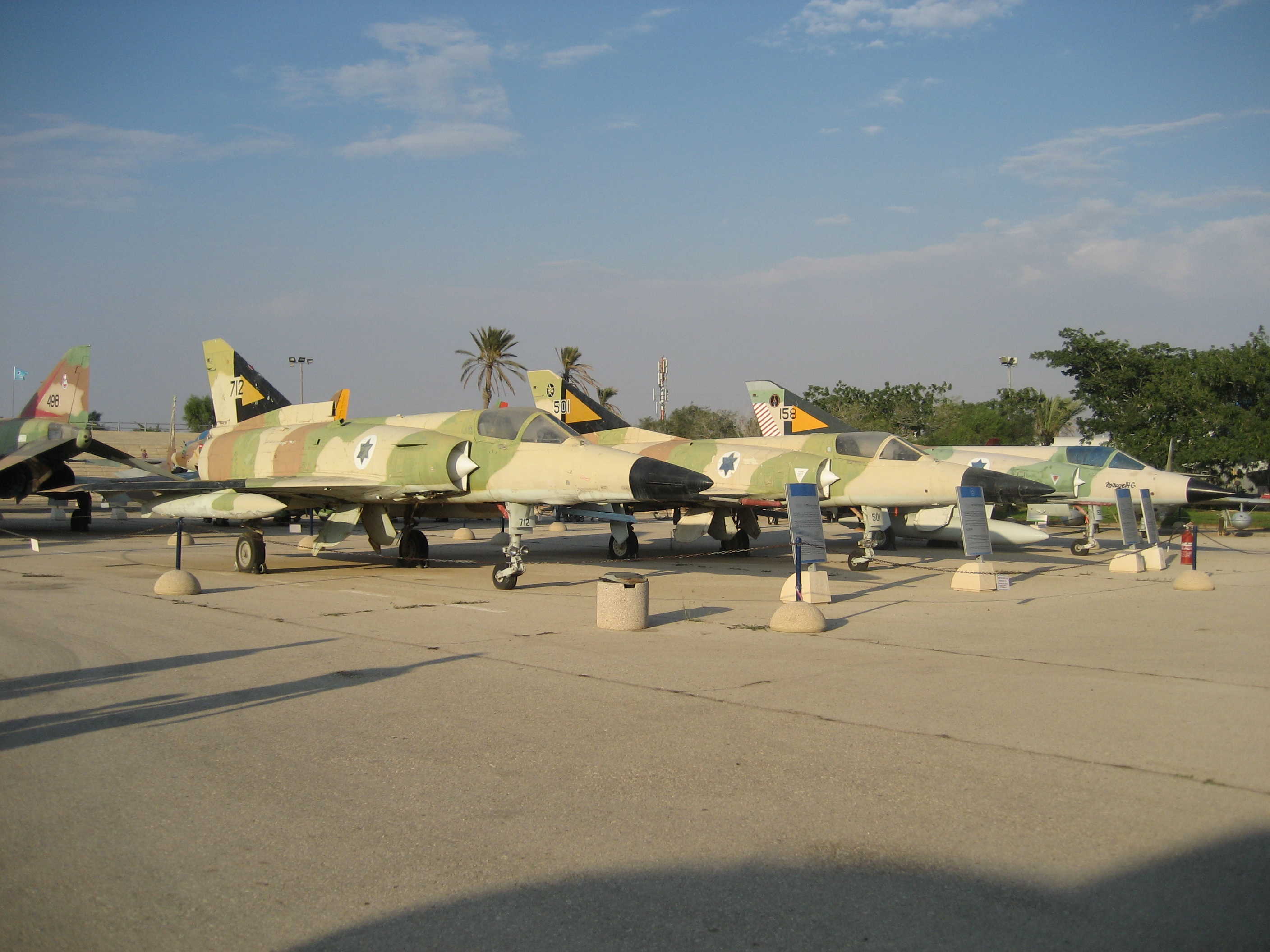
Von links: IAI Kfir, IAI Nesher und Mirage IIICJ Shahak, letztere beide waren auch in der 253. Staffel „Negev“, IAF-Museum bei Chazerim
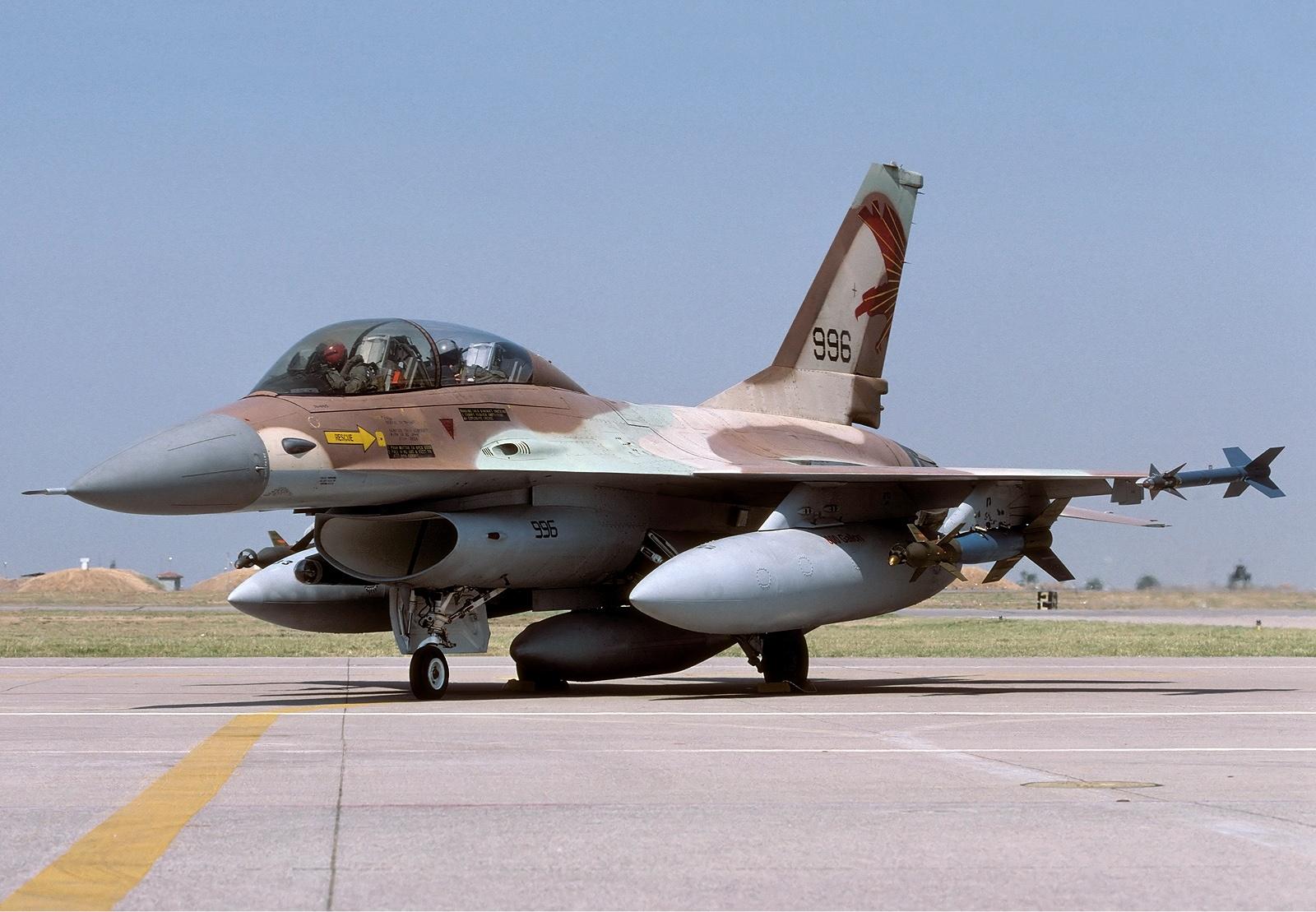
Eine zweisitzige F-16B Netz der 144. Staffel „Phoenix“ (auch in „Negev“) mit drei externen Zusatztanks bei einer Übung im Jahr 2001
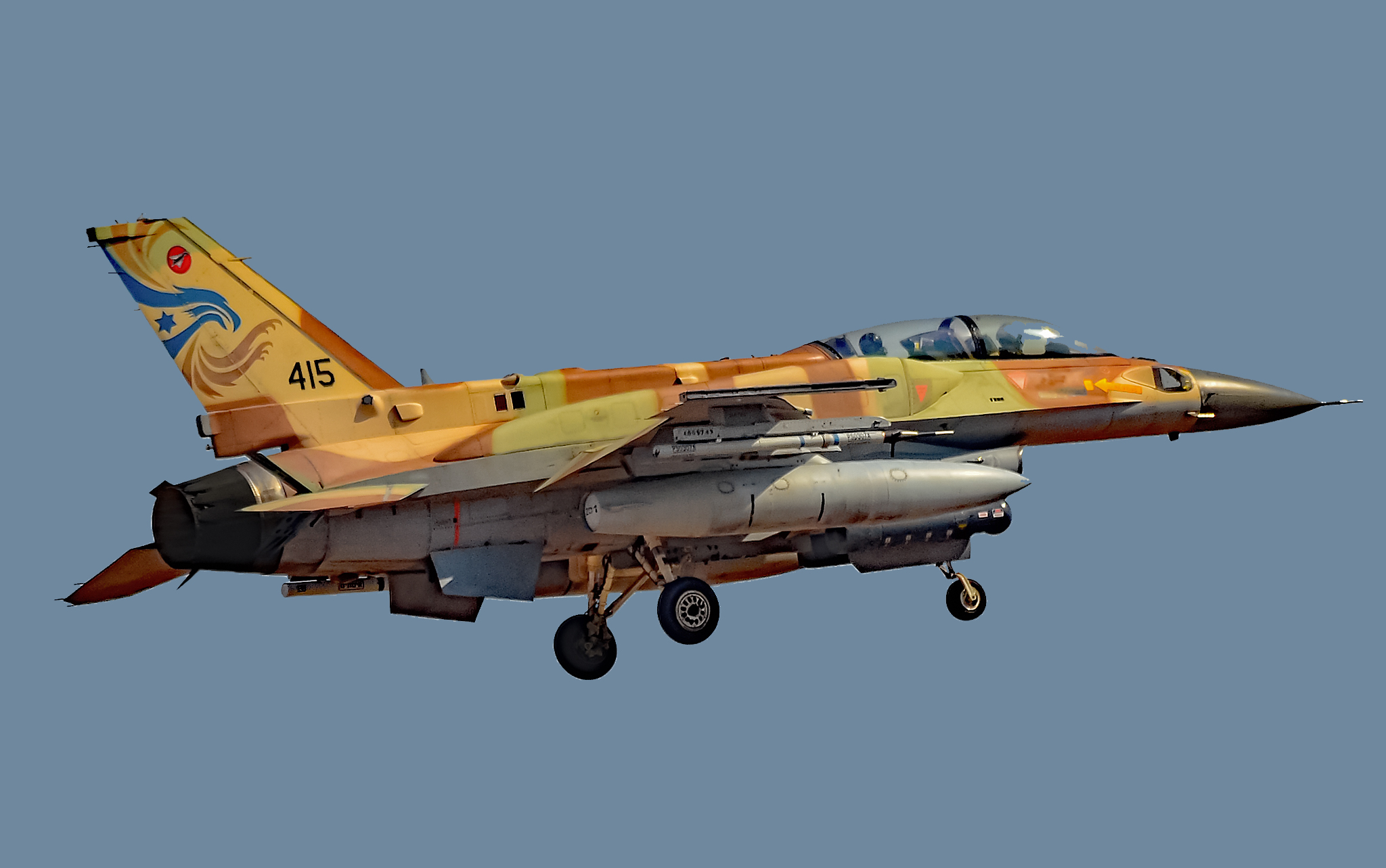
Eine F-16I Sufa der 253. Staffel „Negev“ während einer Red-Flag-Übung auf der Nellis Air Force Base bei Las Vegas im August 2016
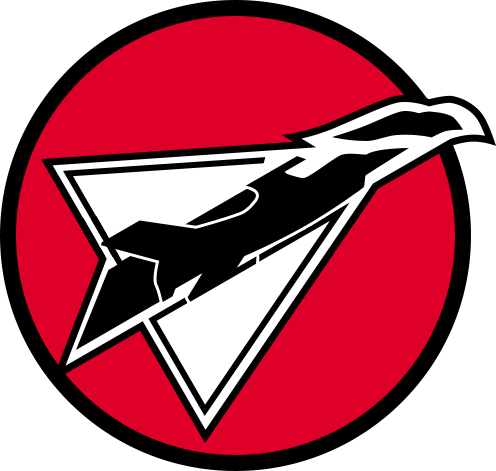
Aktuelles Emblem der 253. Staffel „Negev“

### Kampfhubschrauber
Nachdem die Ramon Airbase in den ersten Jahren nach ihrer Fertigstellung eine reine Kampfjet-Basis gewesen war, wurde sie gegen Ende 1980er Jahre durch das Anlegen eines Heliports auch für Kampfhubschrauber ausgebaut, die ab 1990 aus den USA eintrafen.

#### 113. Staffel „Hornet“
Die 113. Staffel „Hornet“ oder auch „Wasp“ wurde 1955 noch als Kampfjet-Staffel auf dem Militärflugplatz Chazor gegründet und mit französischen Dassault Ouragan Jets ausgestattet. 1973 wurden diese durch in Israel gebaute IAI Nesher ersetzt und 1976 dann durch verbesserte IAI Kfir Jets. 1986 wurde die Staffel geschlossen, aber im September 1990 auf dem Militärflugplatz Ramon mit AH-64A Apache Peten Kampfhubschraubern aus den USA wiedereröffnet. Ab 2005 wurden diese durch weiterentwickelte AH-64D Apache Longbow Saraf ersetzt und ihre AH-64A Peten an die 190. Staffel auf Ramon weitergegeben.

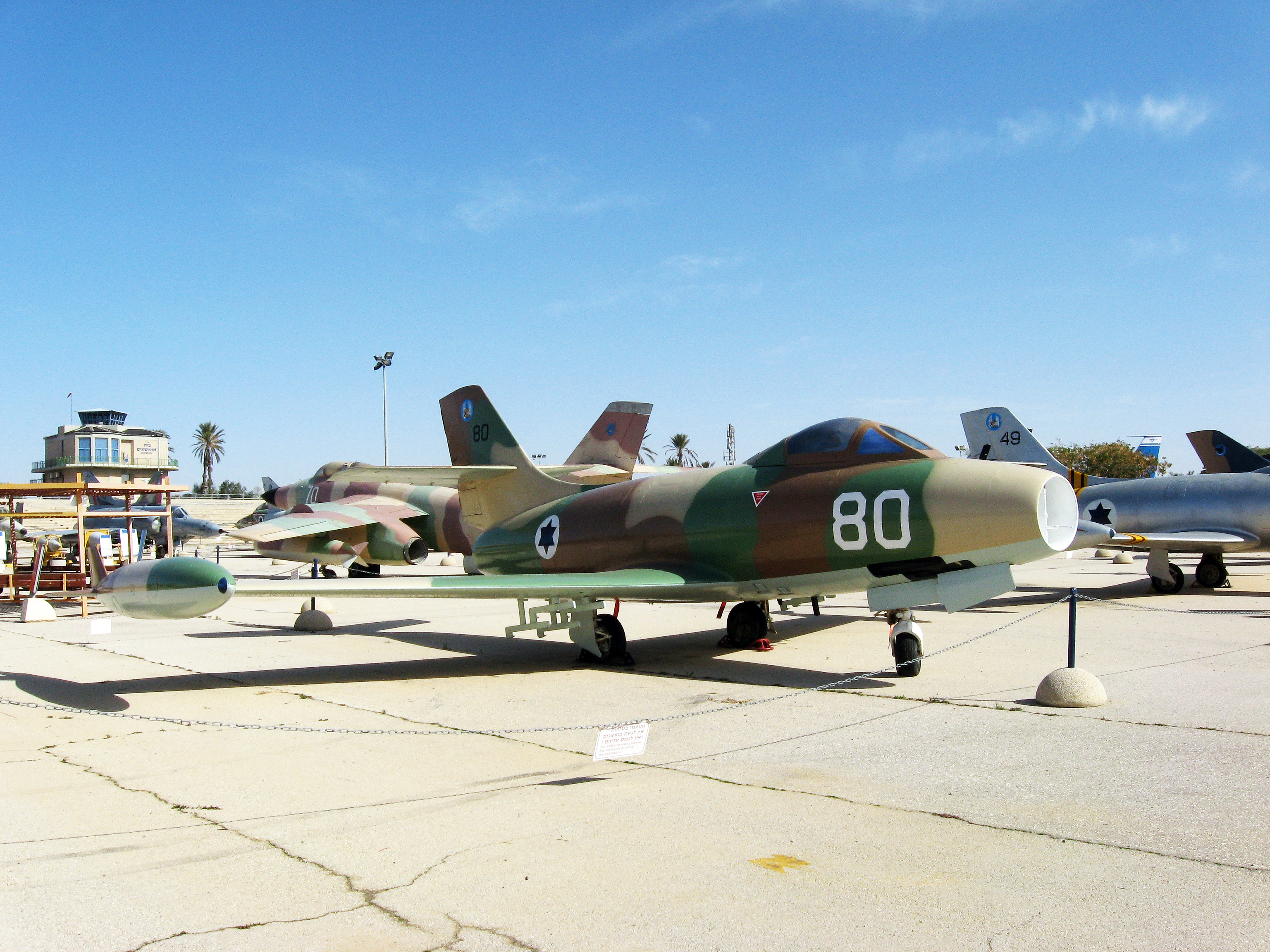
Ein Dassault Ouragan Jet der 107. Staffel „Lion's Head“ (auch in der Staffel „Hornet“) im IAF-Museum bei Chazerim im Jahr 2010
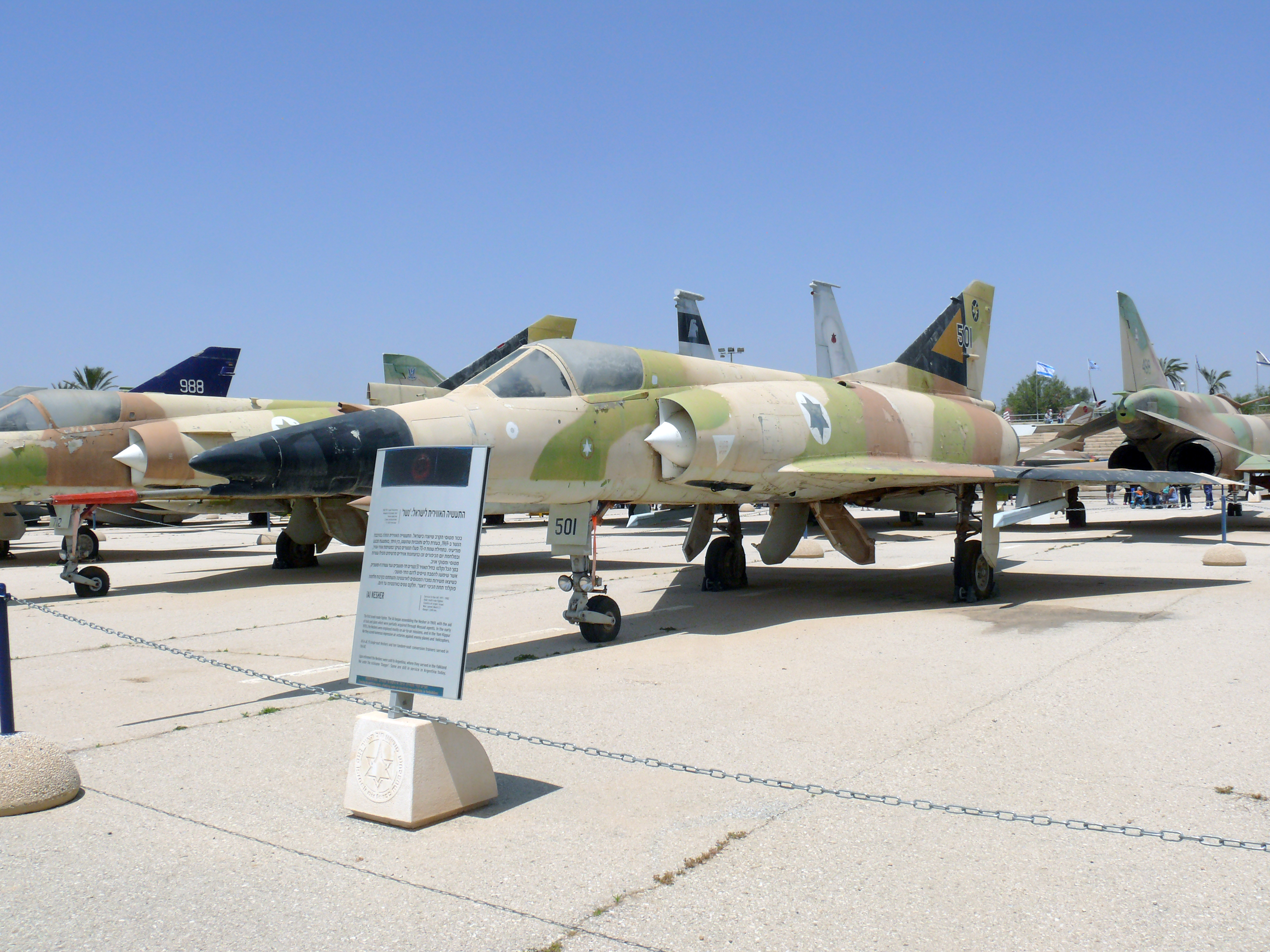
Ein in Israel gebauter Jet vom Typ IAI Nescher der 113. Staffel „Hornet“ im IAF-Museum beim Militärflugplatz Chazerim im Jahr 2014
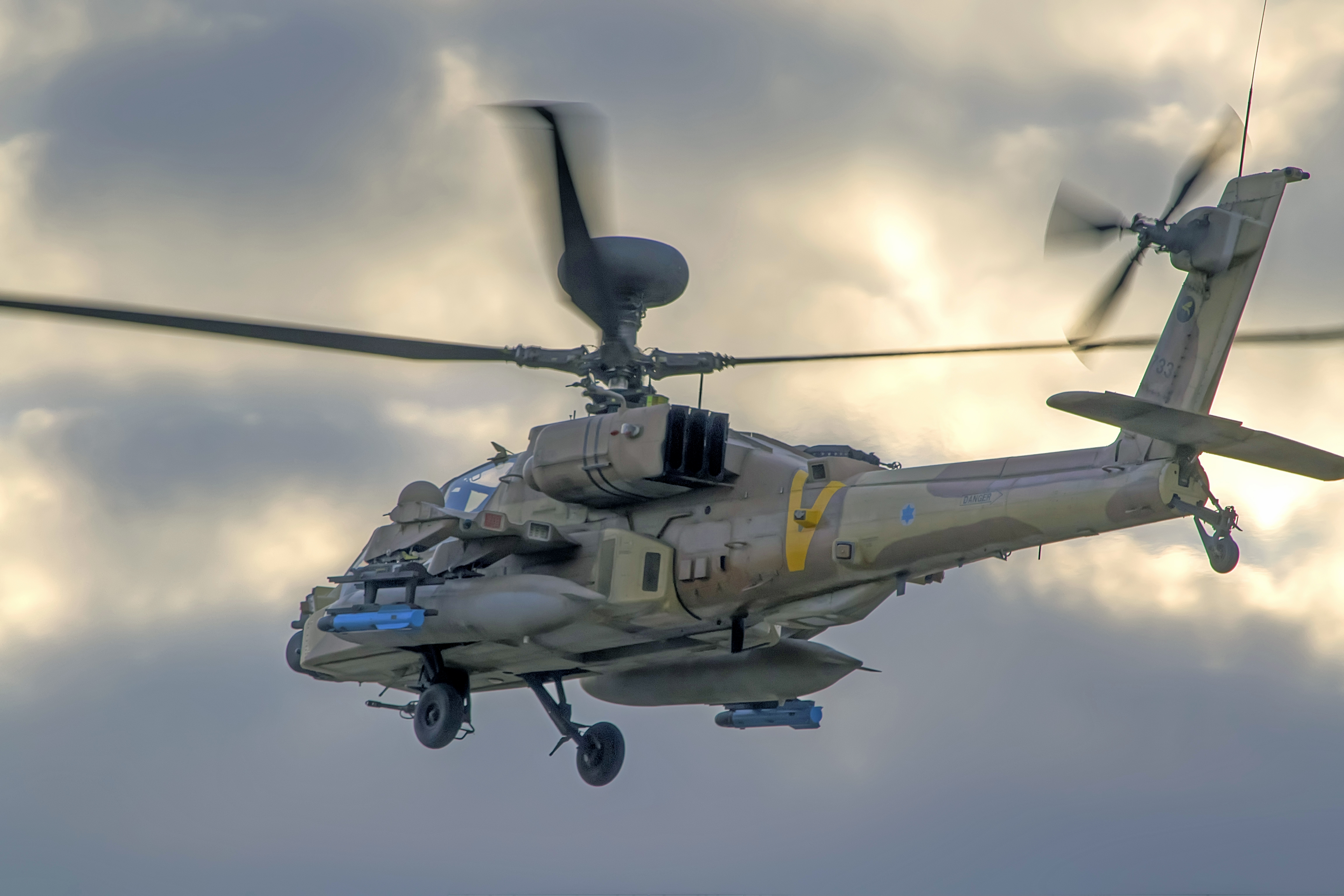
Ein AH-64D Apache Longbow Saraf Kampfhubschrauber der 113. Staffel „Hornet“ bei einer Flugschau im Dezember 2012
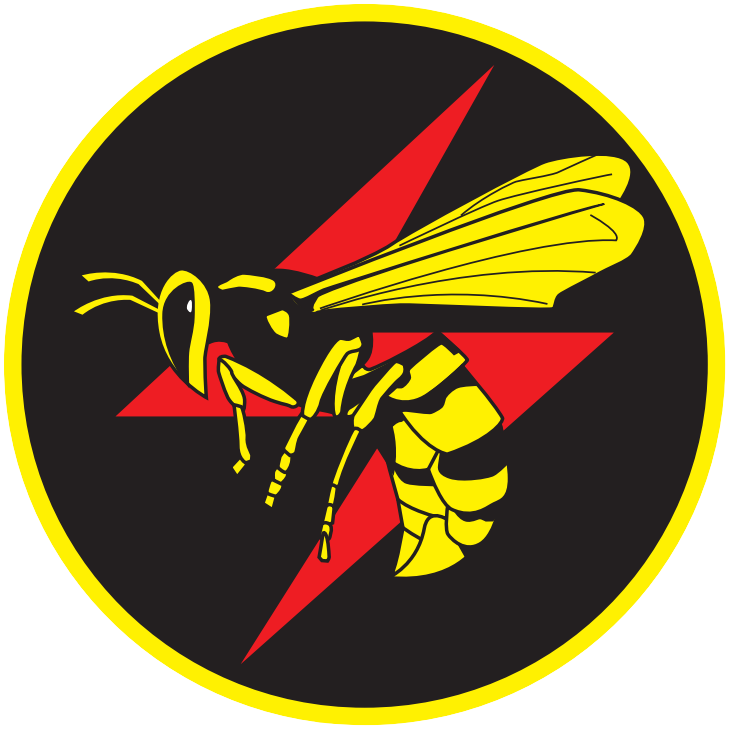
Aktuelles Emblem der 113. Staffel „Hornet“

#### 190. Staffel „Magic Touch“
Die 190. Staffel „Magic Touch“ wurde 1980 auf der Luftwaffenbasis Palmachim mit MD 500 Defender Mehrzweck-Hubschraubern gegründet. 1995 zog sie auf den Militärflugplatz Ramon um und erhielt als zweite Kampfhubschrauber-Staffel der IAF den AH-64A Apache Peten. 2005 erhielt sie zusätzlich alle AH-64A von der 113. Staffel, die auf den weiterentwickelten AH-64D Apache Longbow Saraf umgestellt wurde.

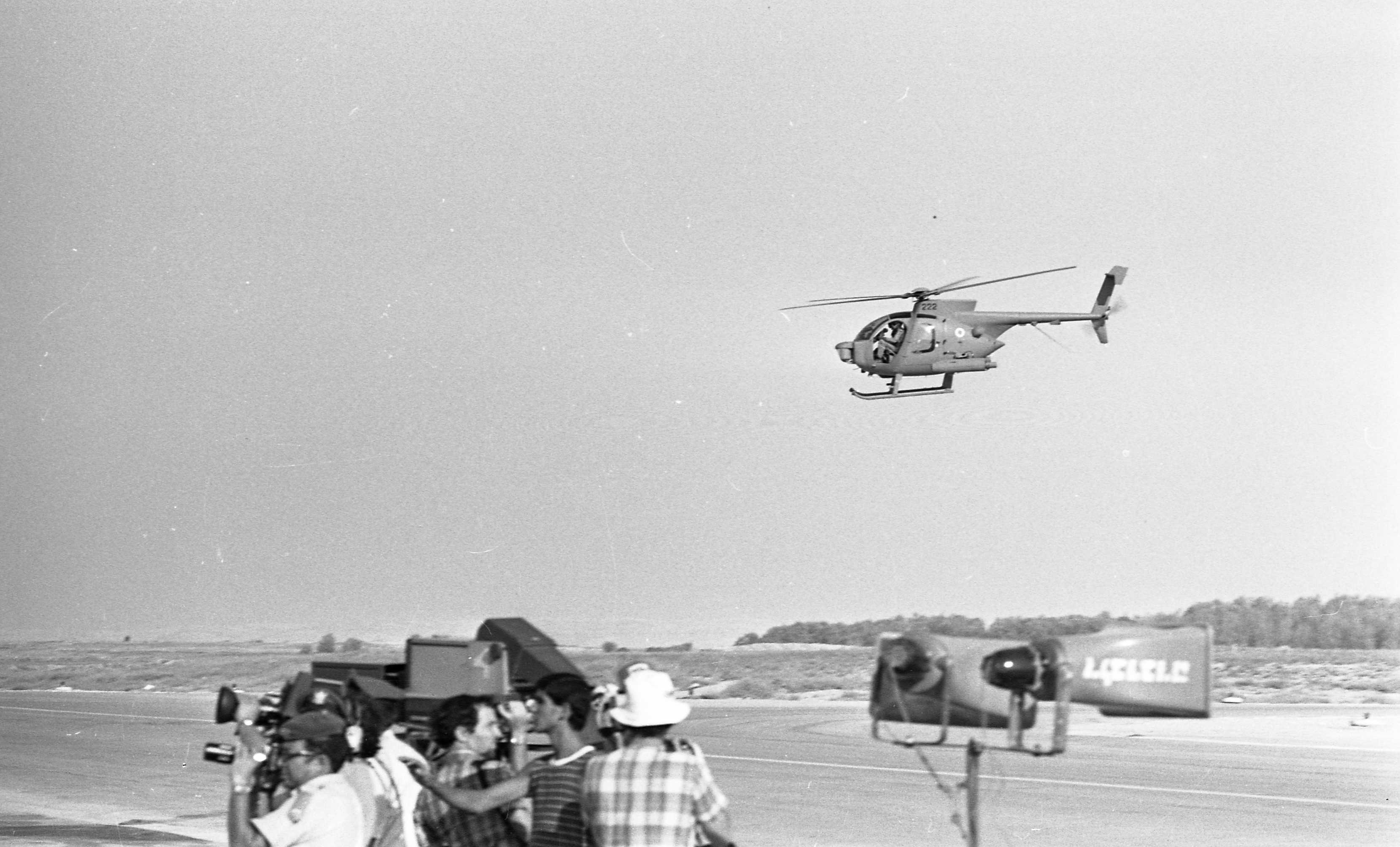
Ein MD 500 Defender Mehrzweck-Hubschrauber der 190. Staffel „Magic Touch“ bei einer Flugshow 1981
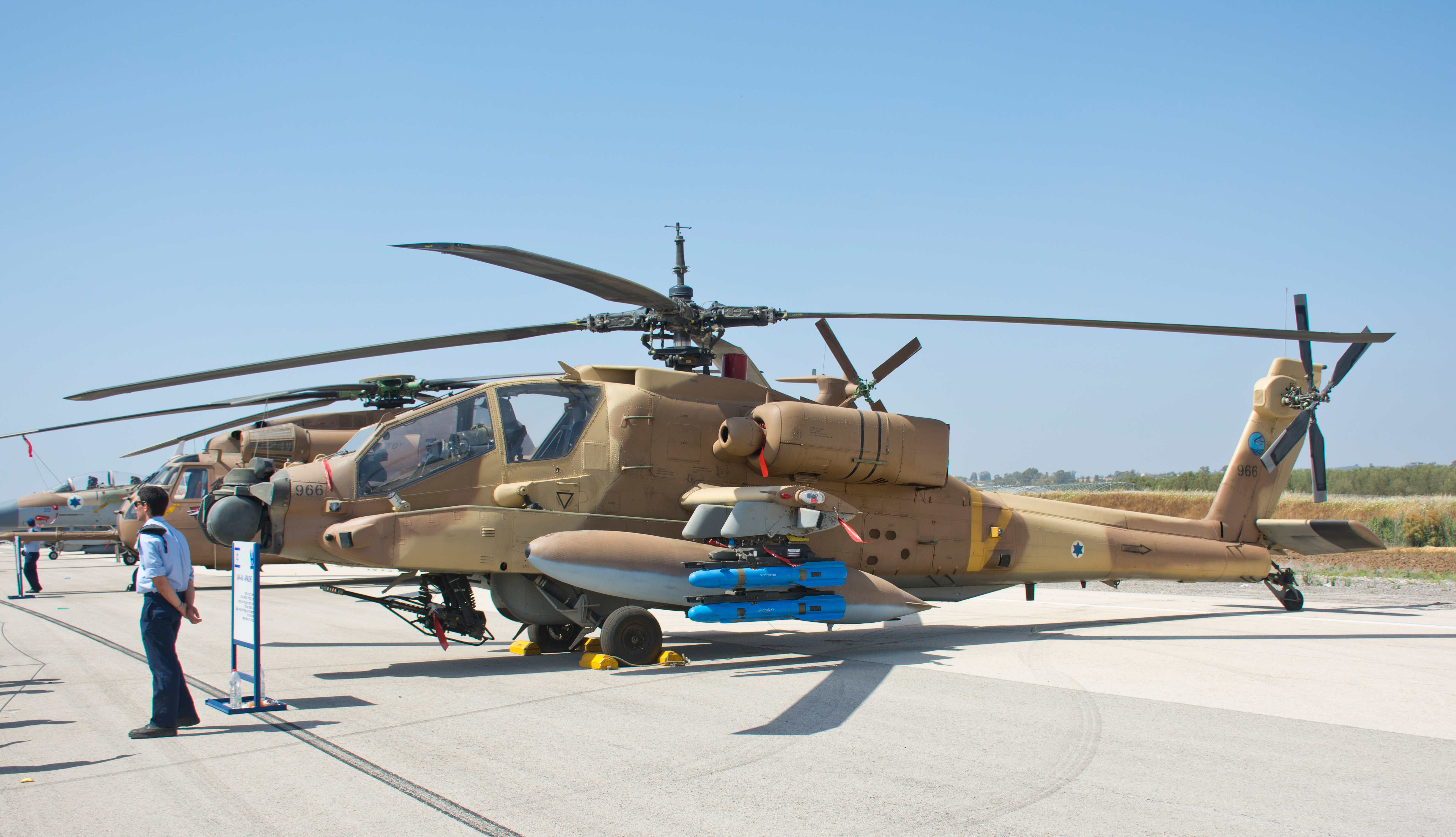
Ein AH-64A Apache Peten Kampfhubschrauber der 190. Staffel „Magic Touch“ im Jahr 2017
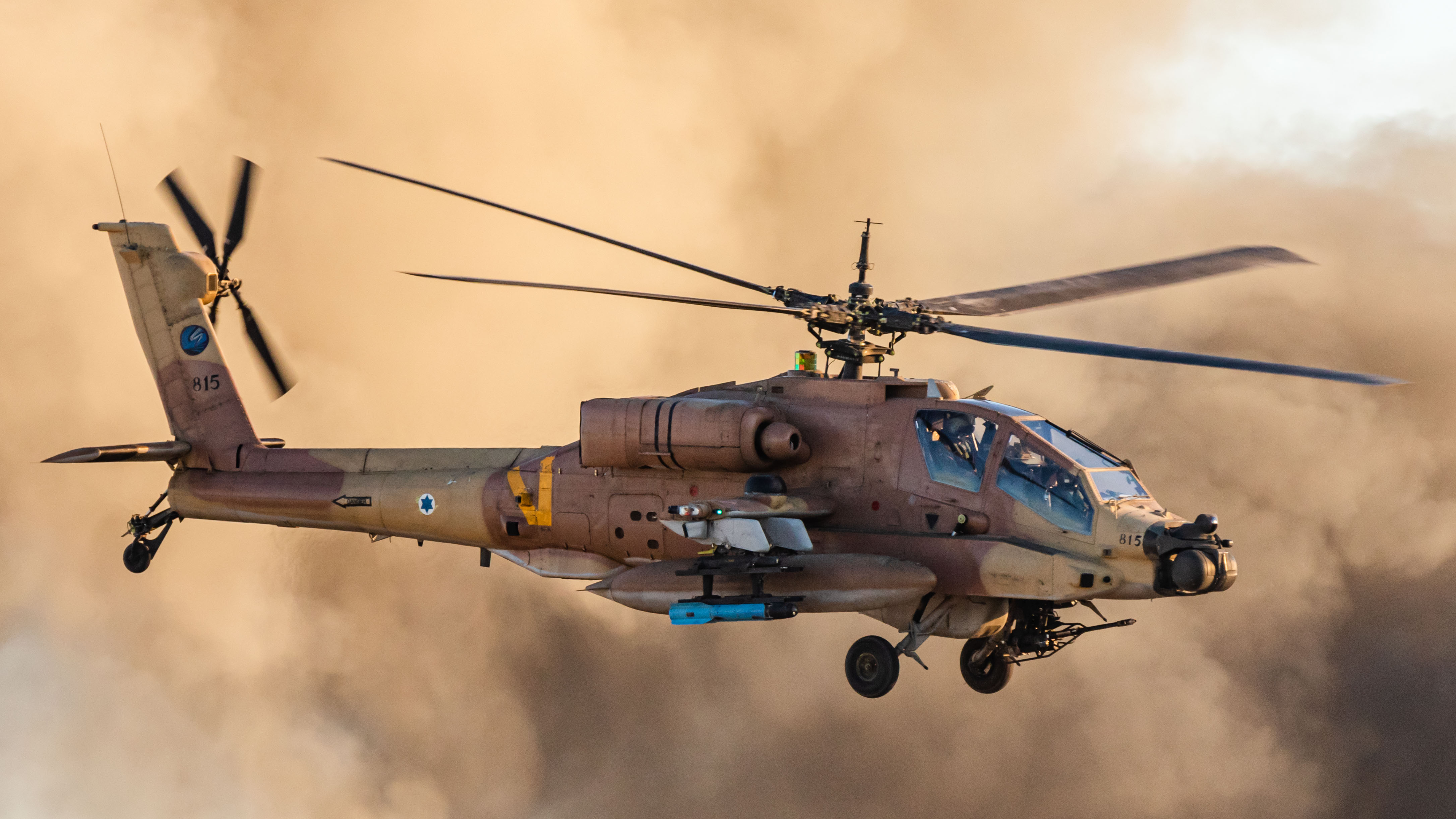
Ein AH-64A Apache Peten der 190. Staffel „Magic Touch“ während einer Übung im Dezember 2023
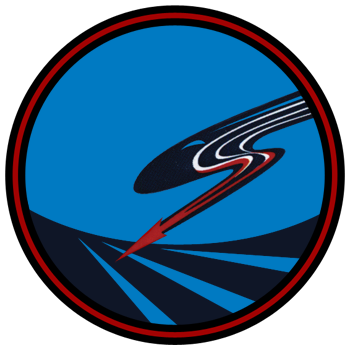
Aktuelles Emblem der 190. Staffel „Magic Touch“

### Operation Orchard
Am 6. September 2007 flogen unter dem Decknamen Operation Orchard (deutsch: Operation Obstgarten; auch bekannt als Operation Outside the Box) vier F-16I von Ramon – zwei aus der „Bat“-Staffel und zwei aus der „Negev“-Staffel – und vier F-15I der „Hammers“-Staffel vom Militärflugplatz Chazerim einen Angriff auf den fast fertigen al-Kibar-Reaktor in Syrien und zerstörten ihn. Damit sollte verhindert werden, dass Syrien eigene Atombomben bauen kann. Mehr als zehn Jahre später, am 21. März 2018, gab Israel den Angriff offiziell zu.

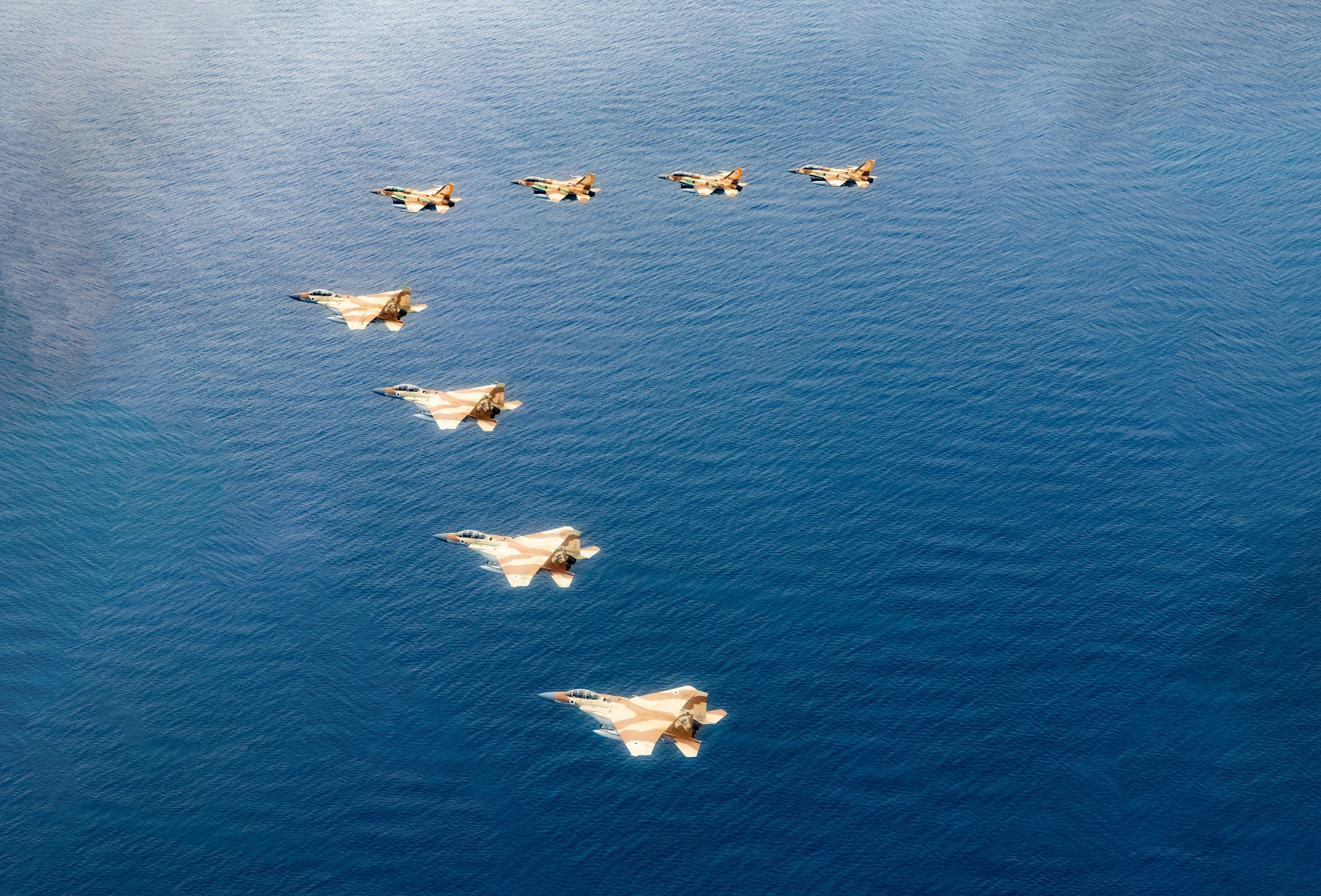
Vier F-15I (vorne) und vier F-16I, wie sie auch den Angriff durchführten, bei einer Übung im April 2021
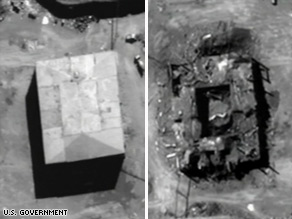
Der syrische Reaktor vor und nach der Zerstörung durch Operation Orchard im Jahr 2007
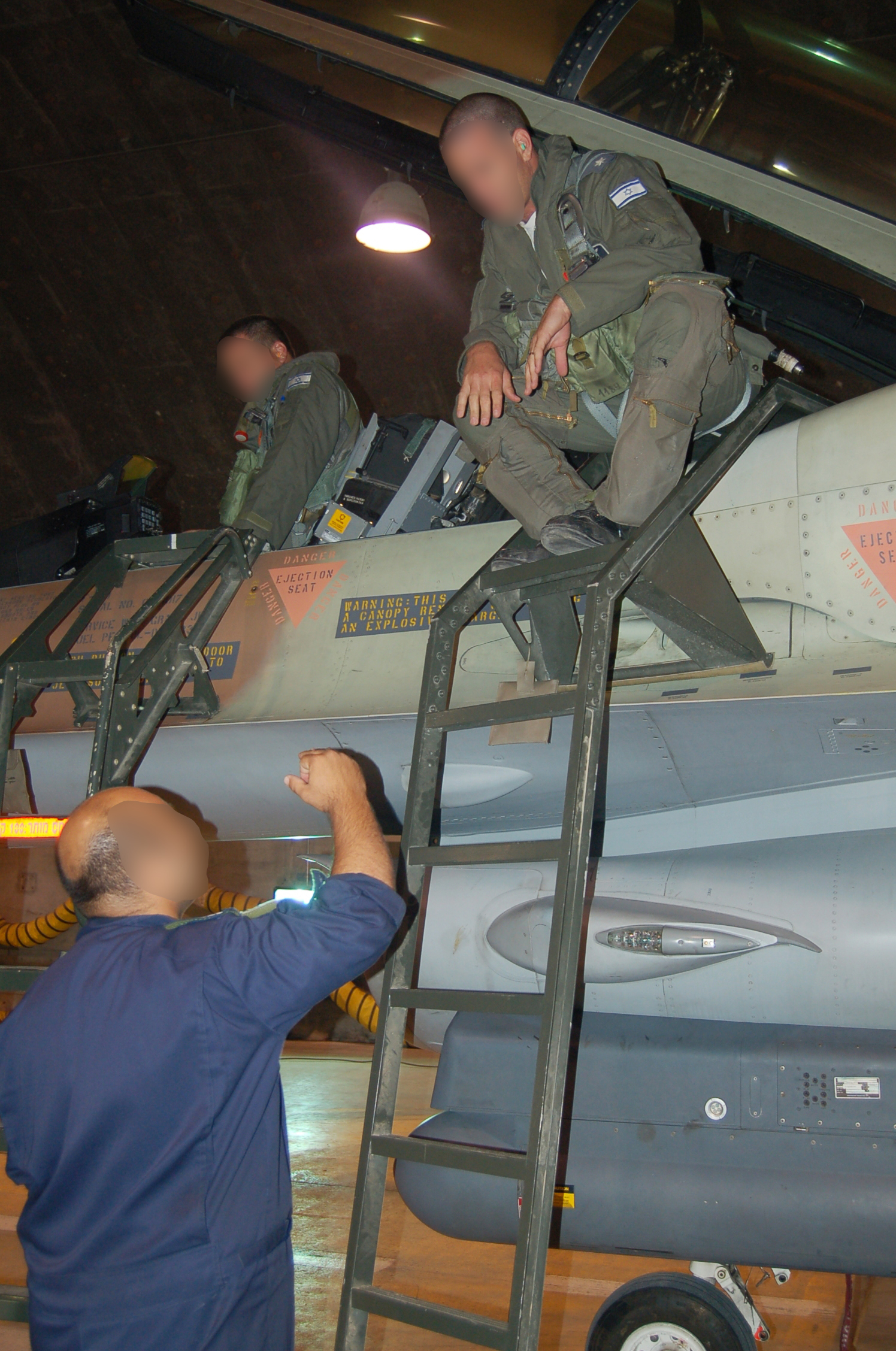
Pilot und Navigator steigen 2007 auf Ramon nach erfolgreicher Operation Orchard aus ihrer F-16I aus
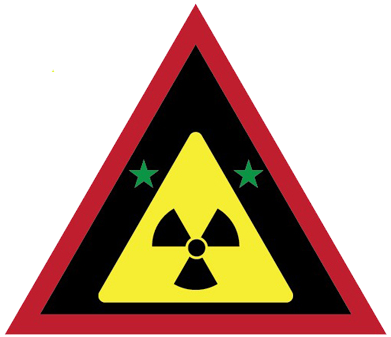
Plakette der Operation Orchard, die hinterher (aber erst ab 2018) an den beteiligten Jets angebracht wurde

## Gegenwart
Im Herzen der Negev-Wüste liegt einer der aktivsten und schlagkräftigsten Stützpunkte der israelischen Streitkräfte. Ausgestattet mit drei Staffeln von F-16I Sufa Kampfflugzeugen und zwei Staffeln von AH-64A/D Apache (Longbow) Peten/Saraf Kampfhubschraubern, ist die Ramon Airbase rund um die Uhr in der Lage, sofort auf Bedrohungen aller Art zu reagieren und sie zu bekämpfen. Dafür werden die eingesetzten Waffensysteme immer einsatzbereit und auf dem neuesten Stand gehalten.
Um den Erfolg von Einsätzen zu gewährleisten, ist ständiges Training unerlässlich, sowohl bei Tag als auch bei Nacht. Die ausgedehnten Flächen der Negev-Wüste in der Umgebung der Airbase bieten dafür die besten Voraussetzungen, z. B. auch in und um den riesigen Erosionskrater Machtesch Ramon, der wenige Kilometer südlich beginnt (siehe Foto in Galerie unterhalb). Internationale Partner mit ihren Kampfjets werden regelmäßig eingeladen an Übungen teilzunehmen, z. B. bei der alle zwei Jahre statt findenden Übung Blue Flag auf dem ca. 90 Kilometer südlich gelegenen Militärflugplatz Ovda, auf dem selbst nur eine Aggressor-Trainingsstaffel beheimatet ist.

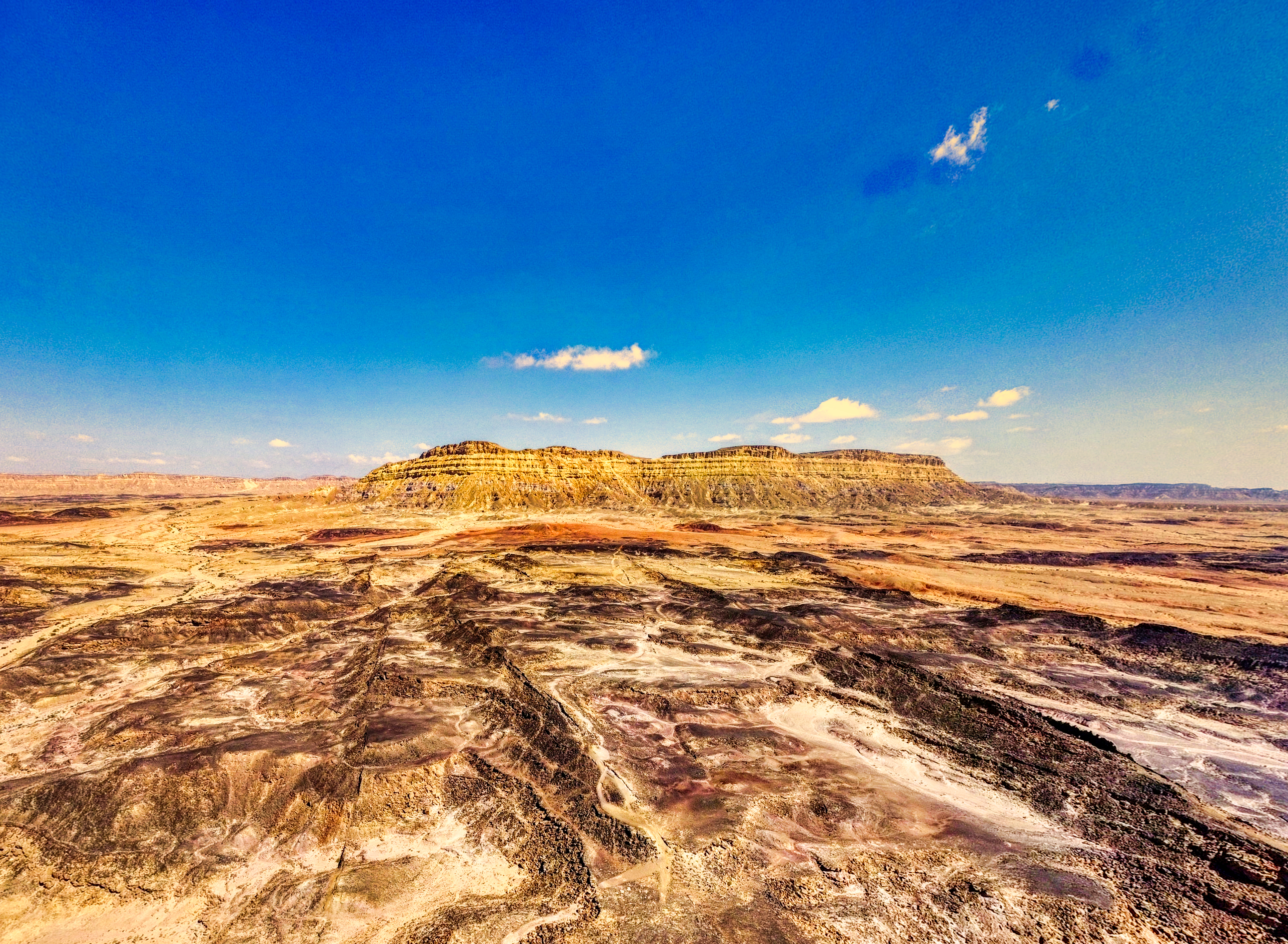
Mount Ardon inmitten des Machtesch Ramon, ideales Trainingsgebiet für IAF Jets und Kampfhubschrauber
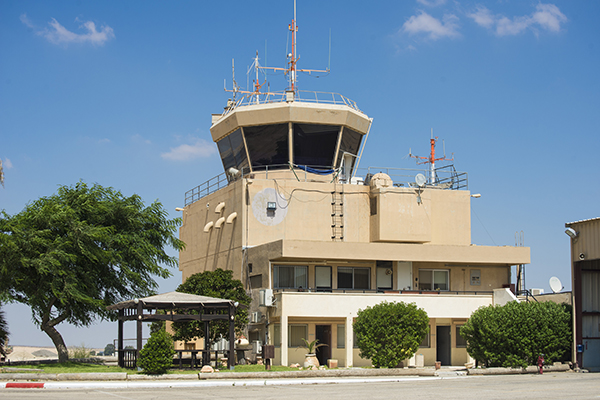
Der Tower auf der Ramon Airbase 2018
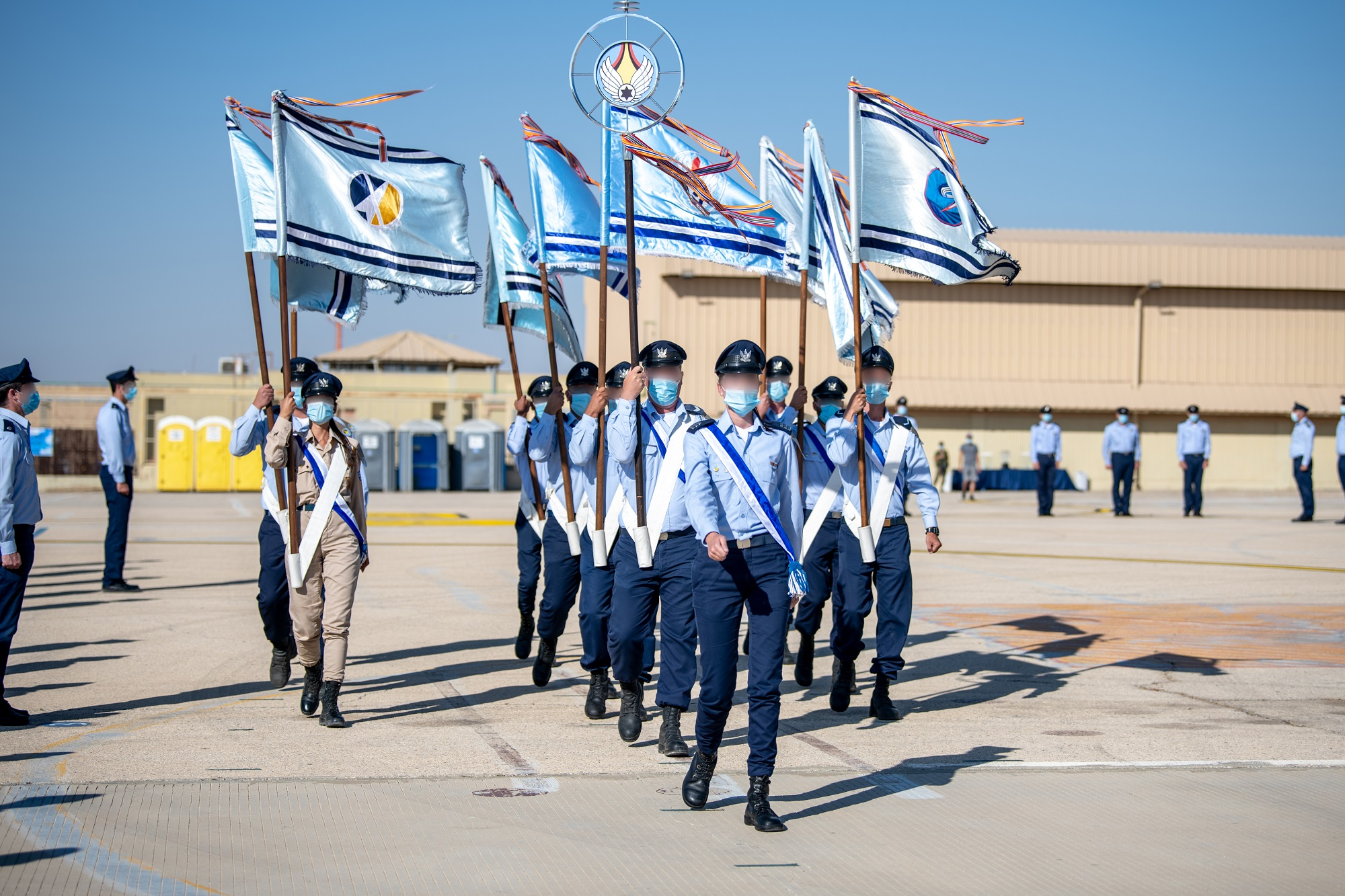
Kommandowechsel mit Marsch und Flaggen auf der Ramon Airbase im Juni 2020
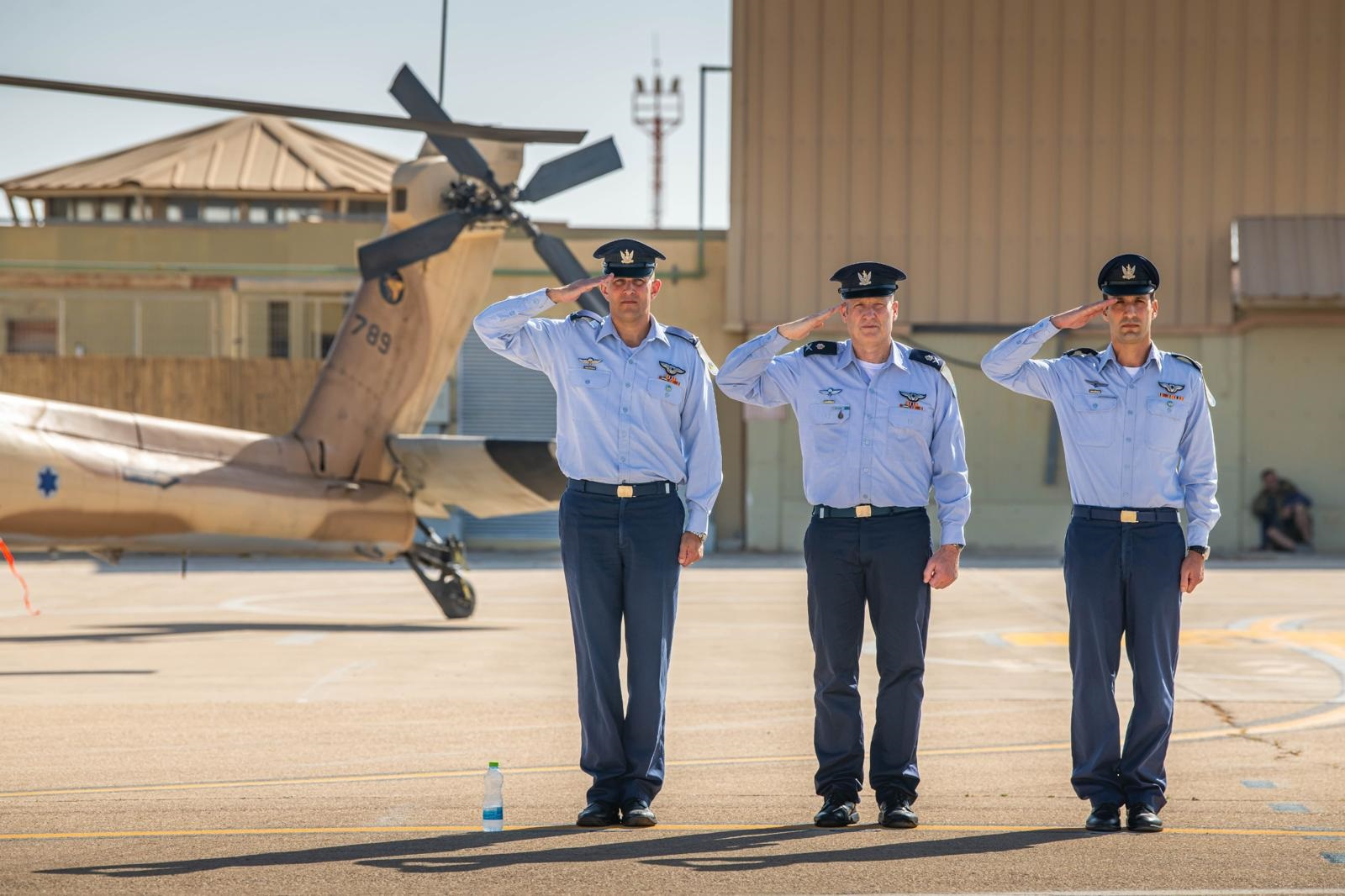
IAF Kommandeur Tomer Bar (Mitte) führt den neuen Commander Nadav Bar (links) auf Ramon ein, Aug. 2024

### Neue Kampfhubschrauber?
Schon seit Anfang der 2010er Jahre gab es Überlegungen, neue Kampfhubschrauber vom Typ AH-64E Apache Guardian vom US-Hersteller Boeing anzuschaffen, was aber bisher nicht zuletzt an den Kosten gescheitert ist. Gleichzeitig wurden die Drohnen der IAF immer weiter entwickelt, wie sie u. a. auf den Luftwaffenbasen Palmachim, Ramat David und Tel Nof stationiert sind. Diese „UAVs“ haben gegenüber Hubschraubern mehrere Vorteile, wenn sie nicht zum Transport eingesetzt werden müssen: sie sind in Anschaffung und Unterhalt wesentlich günstiger, haben eine größere Reichweite und Ausdauer und man setzt nicht mehr das Leben von Piloten aufs Spiel. Auch in anderen Ländern gibt es mittlerweile erhebliche Zweifel, ob Kampfhubschrauber noch effektiv und zeitgemäß sind.

### Geheime Langstrecken-Aufklärungsdrohnen
Mitte Oktober 2024 enthüllten durchgesickerte Dokumente die Existenz einer streng geheimen israelischen Langstrecken-Aufklärungsdrohne. Die Dokumente waren im Zusammenhang mit den Vorbereitungen für einen militärischen Gegenschlag auf den Iran aufgetaucht. Die geheimen Stealth-Drohnen sollen auf dem Luftwaffenstützpunkt Ramon stationiert sein und von dort unerkannt den Iran erreichen können. Bereits seit einiger Zeit waren auf Satellitenbildern von Ramon neben der nördlichen Runway zwei neu errichtete abgesicherte Bereiche aufgefallen, die dafür in Frage kommen könnten (Lage). In diesen befinden sich mehrere Hangars und diverse kleinere Bauten, die darauf hindeuten, dass dort Fluggeräte unbekannter Art untergebracht sind.
Ende Oktober wurde dann ein Video veröffentlicht, das eine mysteriöse Stealth-Drohne vor der Küste des Südlibanon zeigt. Das von Militärexperten „RA-01“ getaufte und vermutlich israelische Luftfahrzeug hat Ähnlichkeit mit der geheimen US-Drohne RQ-180, von der es ebenfalls erst wenige Schnappschüsse gibt. Noch geheime Drohnen Israels sind auch auf dem Militärflugplatz Ramat David südöstlich von Haifa ganz offiziell in zwei Staffeln stationiert.

### Weitere Drohnen-Hangars
Im Laufe des Jahres 2025 wurde auf den neuesten Satellitenbildern auf Ramon eine weitere im Bau befindliche Anlage nördlich der Startbahnen entdeckt, die bald noch mehr Drohnen beherbergen könnte (Lage). Dies ist ein zusätzlicher Beleg dafür, dass die IAF zulasten der Angriffshubschrauber zukünftig hauptsächlich auf Drohnen setzt.

## Einheiten
- 113. Staffel „Hornet“ – AH-64D Apache Longbow Saraf Kampfhubschrauber[12]
- 119. Staffel „Bat“ – F-16I Sufa Kampfflugzeuge[8]
- 190. Staffel „Magic Touch“ – AH-64A Apache Peten Kampfhubschrauber[14]
- 201. Staffel „The One“ – F-16I Sufa Kampfflugzeuge[9]
- 253. Staffel „Negev“ – F-16I Sufa Kampfflugzeuge[11]
- Sondereinheiten der IDF: Sky Rider Unit,[30] Meitar Unit und die David's Sling Brigade
- Geheime Stealth-Drohnen-Staffel mit Hangars nördlich der Startbahnen[25][26]

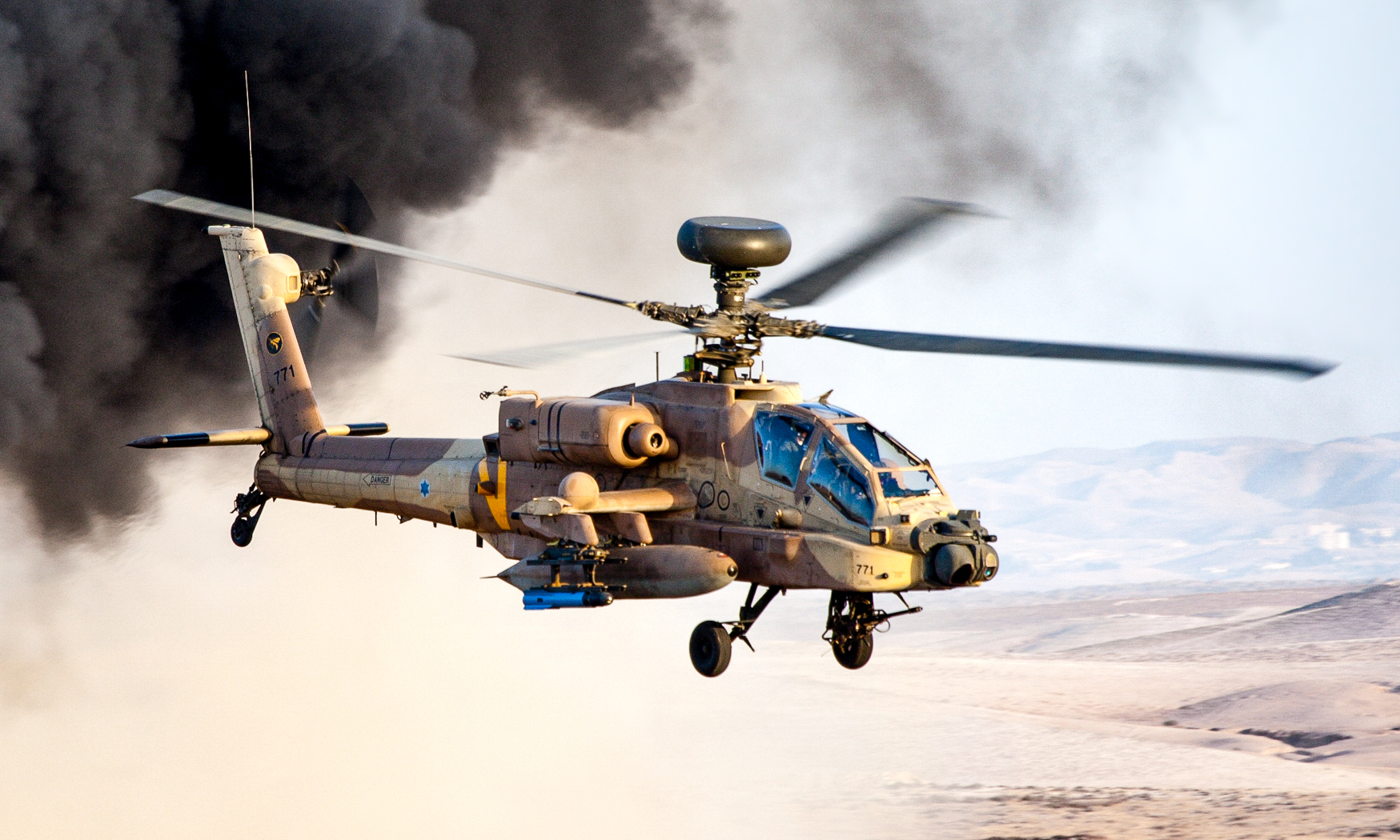
Ein AH-64D Apache Longbow Saraf Kampfhubschrauber der 113. Staffel „Hornet“ bei einer Übung 2010
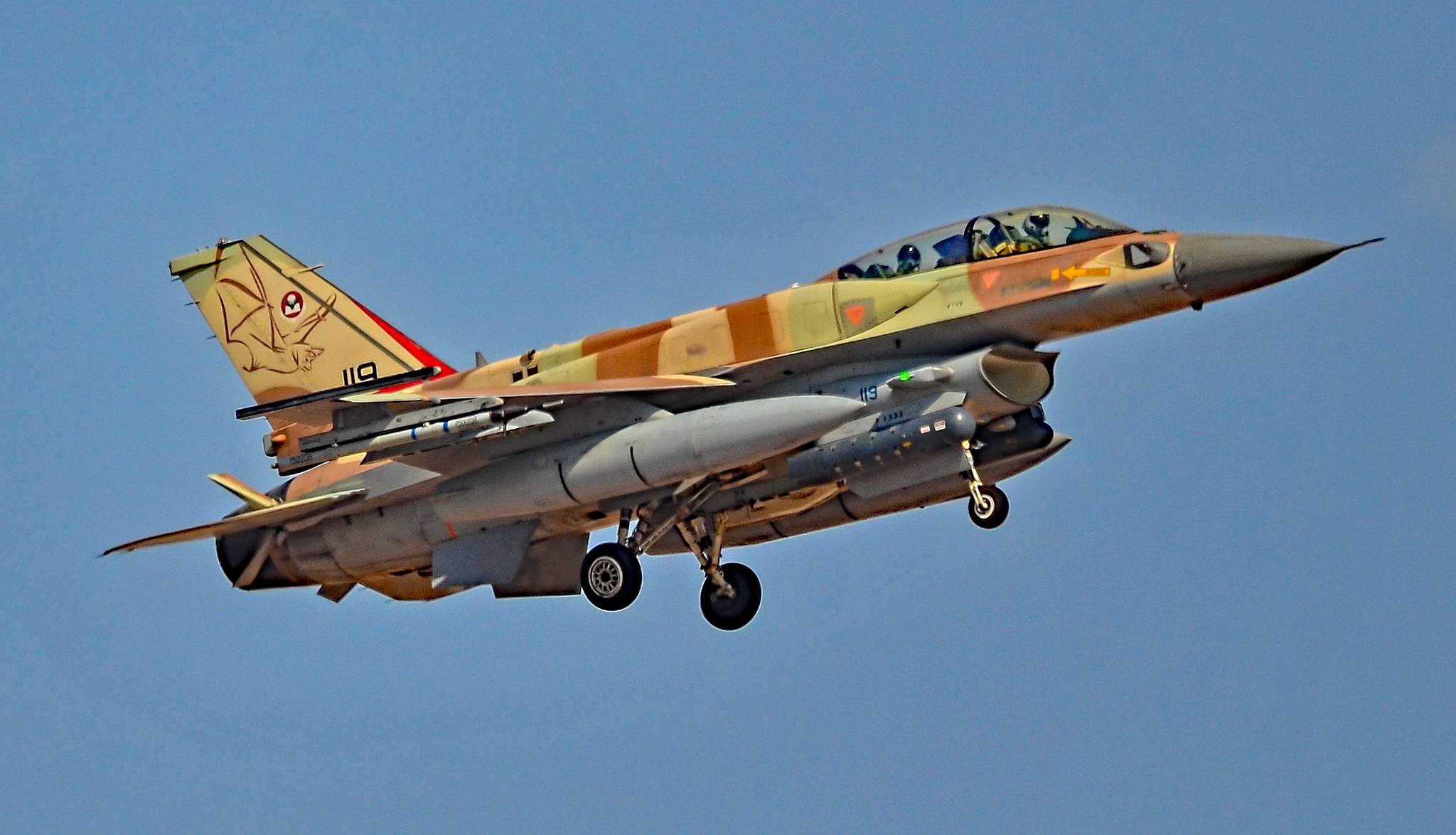
Eine F-16I Sufa der 119. Staffel „Bat“ während einer internationalen Übung in Las Vegas im August 2016
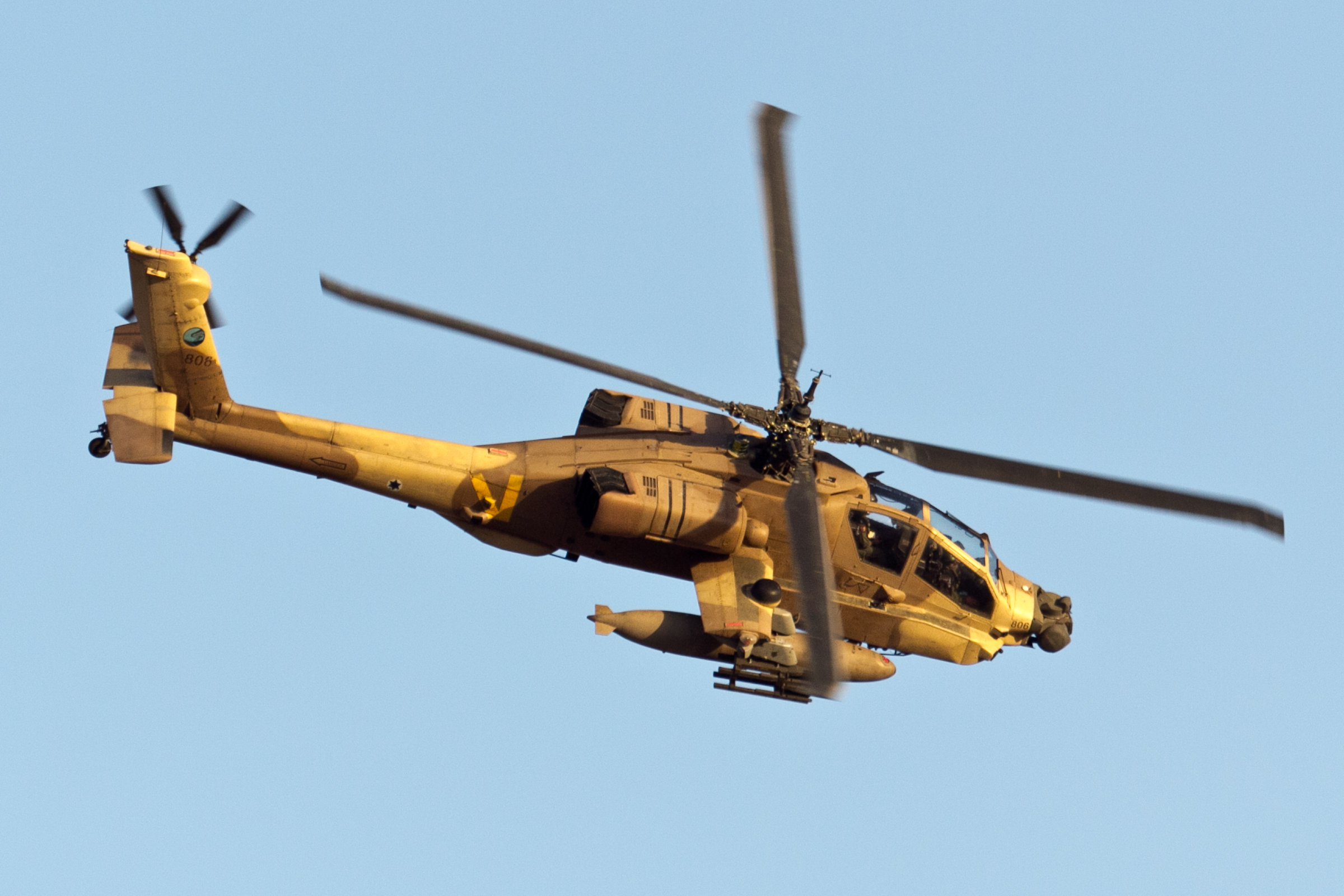
Ein AH-64A Apache Peten Kampfhubschrauber der 190. Staffel „Magic Touch“ im Juni 2013
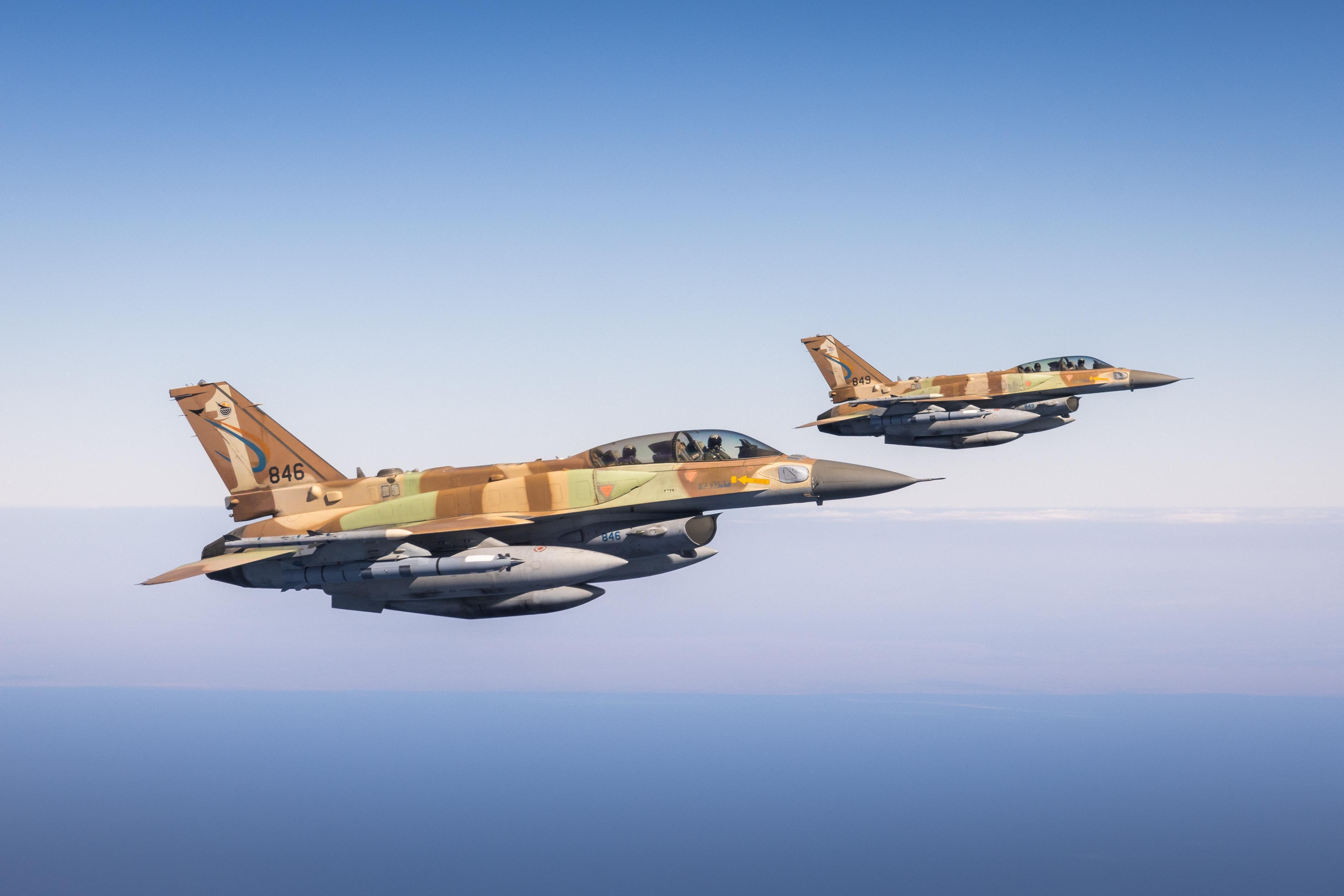
Zwei F-16I Sufa der 201. Staffel „The One“ (siehe Heck) von Ramon hoch über Israel im Januar 2025
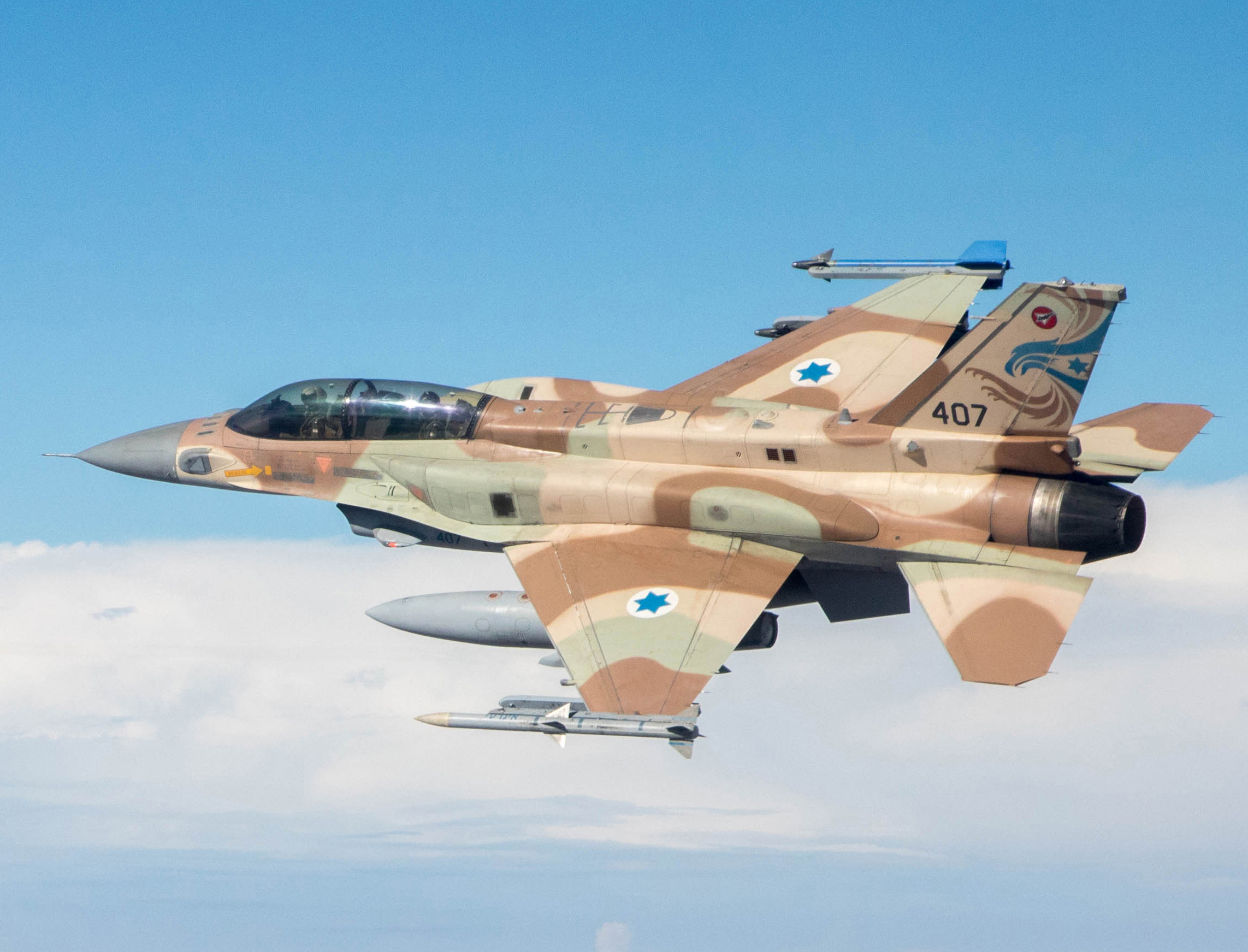
F-16I Sufa der 253. Staffel „Negev“ (siehe Heck) von Ramon bei einer Übung im Dezember 2016
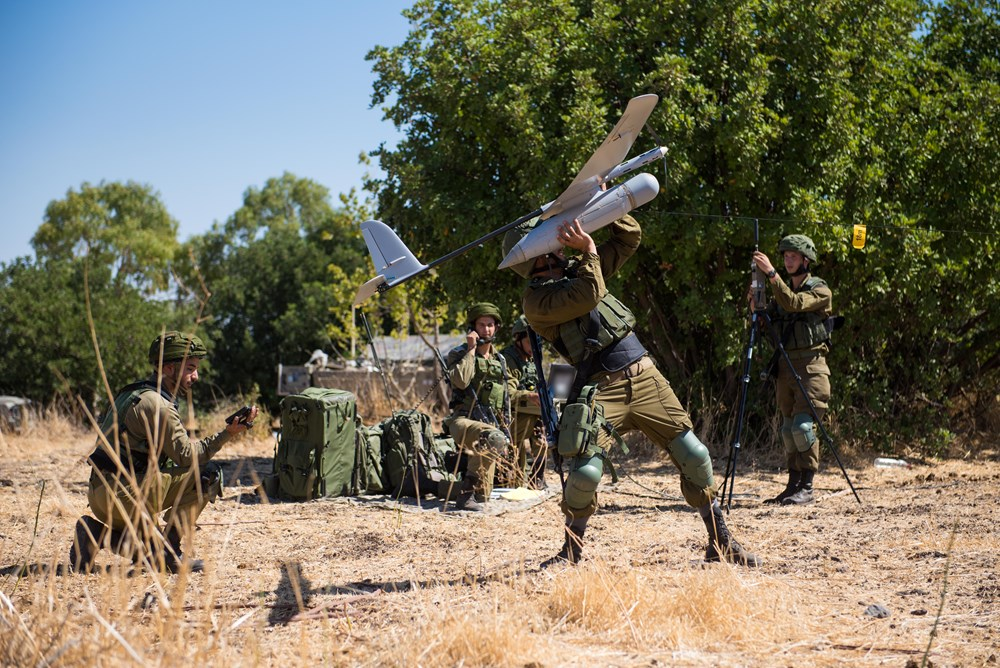
Die Sky Rider Unit im Einsatz mit einer kleinen Skylark Drohne im Januar 2018

Hinweis: Flugzeuge der IAF lassen sich meist über die Symbole am Heck ihrer jeweiligen Staffel zuordnen.

## Unfälle und Zwischenfälle

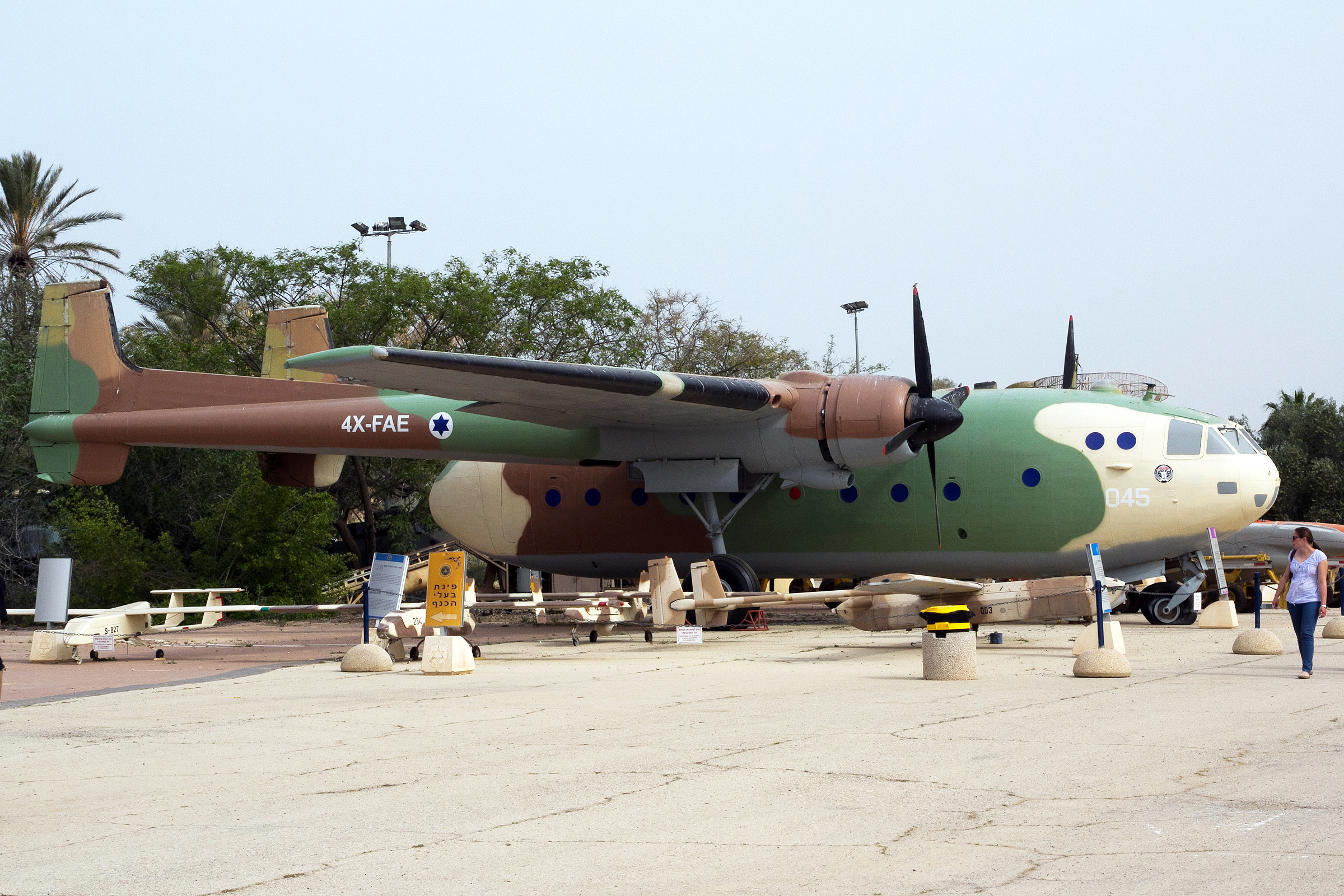
Ein baugleiches Nord Noratlas Transportflugzeug im IAF-Museum beim Militärflugplatz Chazerim

- Am 29. April 1964 wurde eine Nord Noratlas 2501D der israelischen Luftstreitkräfte (Luftfahrzeugkennzeichen 4X-FAD/044) in der Nähe des Militärflugplatzes Ramon in einen Berg geflogen. Bei diesem CFIT (Controlled flight into terrain) wurden alle 9 Insassen getötet, die beiden Piloten und die 7 Passagiere. Es handelte sich um die ehemalige GC+231 der Luftwaffe der Bundeswehr.[31]

- Im Mai 1983 kollidierten eine F-15D Eagle Baz und eine A-4 Skyhawk Ayit während einer Übung über der Negev-Wüste etwa 30 Kilometer östlich der Basis in der Luft. Während der Pilot der A-4 mit dem Schleudersitz ausstieg, schaffte es die zweisitzige F-15D, sicher auf Ramon zu landen, obwohl ihr rechter Flügel bei der Kollision fast vollständig abgerissen wurde. Dies war nur möglich, weil der F-15-Pilot die Nachbrenner einschaltete und so den fehlenden Auftrieb ausglich. Die Landung erfolgte mit etwa der doppelten Geschwindigkeit wie normal, und der Jet kam auch erst kurz vor dem Ende der Runway zum Stehen – mit der Hilfe eines Fanghakens am Flugzeug und eines Stahlseiles quer über der Landebahn.[32][33]

- Am 19. Juli 2006, während des Zweiten Libanonkrieges, kam es zu einer Bruchlandung einer F-16I Sufa der 119. Staffel „Bat“ auf der Landebahn von Ramon. Pilot und Navigator wurden gerettet, aber das Flugzeug so schwer beschädigt, dass es nicht mehr repariert werden konnte.[34]

- Am 10. November 2010 stürzte eine F-16I Sufa der 119. Staffel „Bat“ während einer Übung über dem Machtesch Ramon ab. Bei dem Absturz starben der Pilot und der Navigator. Es war der zweite Absturz dieses Flugzeugtyps in der IAF.[35]

- Am 5. Oktober 2016 stürzte eine F-16I Sufa der 119. Staffel „Bat“ bei der Landung auf dem Stützpunkt ab. Infolge des Absturzes kam der Pilot ums Leben. Der Navigator rettete sich mit dem Schleudersitz und wurde nur leicht verletzt.[36]

- Am 7. August 2017 stürzte ein AH-64 Apache Kampfhubschrauber direkt auf der Ramon Airbase ab, als er sich auf dem Rückflug nach einer Übung befand und nachdem er eine technische Störung gemeldet hatte. Ein Pilot wurde getötet, der andere schwer verletzt. Daraufhin wurden alle Apaches der IAF mit einem fast zweimonatigem Startverbot belegt. Als Grund für den Absturz wurde das Versagen eines Steuerungs-Joysticks ermittelt.[37][38]

- Am 10. Februar 2018 wurde ein F-16I Sufa Jet der 201. Staffel „The One“ von der syrischen Luftabwehr getroffen, nachdem er einen Angriff auf vom Iran unterstützte Stellungen in Syrien durchgeführt hatte. Der Jet schaffte es noch, über israelisches Gebiet zu gelangen, wo der Pilot und der Navigator mit dem Schleudersitz ausstiegen und leicht verletzt wurden. Er stürzte in der Nähe des Kibbuz Harduf im Norden Israels ab, wodurch das Land sein erstes Kampfflugzeug durch Abschuss seit 35 Jahren verlor. Eine Untersuchung ergab, dass der Abschuss vermeidbar gewesen wäre, wenn der Pilot sich mehr auf das Ausweichen vor der anfliegenden Flugabwehr-Rakete konzentriert hätte und nicht nur auf das Treffen seines Zieles.[39][40]

- Beim iranischen Angriff auf Israel in der Nacht vom 13. auf den 14. April 2024 schlugen vier von neun ballistischen Raketen, welche die israelische Luftverteidigung insgesamt überwanden, ohne öffentlich bekannt gewordene Schäden zu hinterlassen, auf dem Flugplatz ein.[41]